# Capitoli di Fairy Tail

Copertina del primo volume dell'edizione italiana

Questa è la lista dei capitoli di Fairy Tail, manga di Hiro Mashima. La storia segue le avventure della giovane maga degli Spiriti Stellari, Lucy Heartphilia, che entra a far parte della gilda di magia Fairy Tail e conosce Natsu Dragonil, un mago di fuoco alla ricerca del drago Igneel. Durante il loro viaggio ricevono svariati incarichi e missioni da diverse persone e la possibilità di ottenere ricompense per la cattura di mostri o l'affrontare gilde illegali conosciute come Gilde Oscure.
Il primo capitolo è apparso sulle pagine di Shōnen Magazine il 2 agosto 2006 e da allora la serie è stata serializzata a periodicità settimanale fino alla sua conclusione avvenuta il 26 luglio 2017. I capitoli sono raccolti in formato tankōbon dal 15 dicembre 2006 al 17 novembre 2017. La serie è edita in Italia dalla Star Comics che l'ha pubblicata dal 3 gennaio 2008 al 1º maggio 2019.
| Indice Lista volumi 1 2 3 4 5 6 7 8 9 10 11 12 13 14 15 16 17 18 19 20 21 22 23 24 25 26 27 28 29 30 31 32 33 34 35 36 37 38 39 40 41 42 43 44 45 46 47 48 49 50 51 52 53 54 55 56 57 58 59 60 61 62 63 Note |

## Lista volumi
| 1  | 15 dicembre 2006 | ISBN 978-4-06-363771-7 | 3 gennaio 2008    | ISBN 978-88-6420-282-2 |
| 1  | Capitoli - 1. Fairy Tail (妖精の尻尾?, FEARĪ Teiru ) - 2. Arriva il maestro! (総長あらわる!?, MASUTĀ arawaru!) - 3. La salamandra, la scimmia e il toro (火竜と猿と牛?, Karyū to saru to ushi) - 4. Lo spirito stellare del Canis Minore (子犬座の星霊?, Koinuza no seirei) |                        |                   |                        |
| 1  | Trama Una giovane maga degli spiriti stellari, Lucy Heartphilia, parte per poter entrare a far parte della nota gilda Fairy Tail, attratta dalla sua fama. Durante il suo viaggio, s'imbatte nello spericolato Natsu Dragonil, un mago dall'animo semplice, impulsivo e amichevole che padroneggia la magia del dragon slayer di fuoco. Insieme al suo fidato compagno, Happy, si è messo in viaggio alla ricerca del drago Igneel. Dopo aver salvato Lucy dalla mire di Bora, un mago imbroglione che si spacciava proprio per Natsu, insieme alla giovane maga Natsu e Happy si dirigono verso la gilda Fairy Tail, inseguito dai soldati del Concilio. In seguito all'ingresso nella gilda di Lucy, lei e Natsu si recano sul Monte Hakobe per cercare il mago Macao Convolto, in missione da diversi giorni. I due scoprono che il mostro Balkan, oggetto della missione di Macao, ha eseguito la magia Take Over su di lui, prendendo possesso del suo corpo. Natsu con l'aiuto di Lucy riesce a liberare il mago di Fairy Tail dal Take Over e a riportarlo alla gilda sano e salvo da suo figlio Romeo. |                        |                   |                        |
| 2  | 13 gennaio 2007 | ISBN 978-4-06-363782-3 | 3 marzo 2008      | ISBN 978-88-6420-283-9 |
| 2  | Capitoli - 5. Day break (Allo spuntar del sole) (DAY BREAK (日の出)?, DAY BREAK (hinode)) - 6. Nella villa di Ebaloo (潜入せよ!!エバル ー屋敷!!?, Sen'nyū sa yo!! Ebarū yashiki!!) - 7. Il punto debole di un mago (魔導士の弱点?, Madōshi no jyakuten) - 8. Lucy contro il duca (ル ーシィVSエバル ー公爵?, Rūshi vs. Ebarū kōshaku) - 9. Dear Kaby (DEAR KABY (親愛なるカービぃへ)?, DEAR KABY (shin'ai naru Kābi e)) - 10. Il mago con l'armatura (鎧の魔道士?, Yoroi no madōshi) - 11. Carichiamo Natsu su quel treno e partiamo (その列車はナツを乗せていく?, Sono ressha wa Natsu o nosete iku) - 12. Cantica maledetta (呪歌?, Juka) - 13. Il dio della morte ride due volte (死神は二度笑う?, Shinigami wa nido warau) |                        |                   |                        |
| 2  | Trama Natsu e Lucy accettano la loro prima missione come team vero e proprio: distruggere il libro Day Break, custodito nella biblioteca del duca Ebaloo. Nella tenuta di questi Natsu si scontra con il duo di maghi mercenari Vanish Brothers e con il duca, il quale si scopre essere anch'egli un mago degli spiriti stellari. Sconfitto il duca, il libro viene consegnato al committente della missione. Tuttavia alla fine Lucy riesce a svelare il segreto del libro e decidono pertanto di non distruggerlo. I due maghi decidono quindi di non ricevere la ricompensa, dato che l'incarico non è stato portato a termine. Natsu e Lucy, tornati alla gilda, vengono reclutati insieme a Gray Fullbuster da Elsa Scarlett, la maga più potente della gilda, per svolgere una missione speciale che li porta a scontrarsi contro Eisenwald, una gilda oscura guidata da Eligoar, mago intenzionato ad uccidere tutti i capi gilda riuniti in consiglio attraverso l'incantesimo Lullaby. Natsu, Elsa, Gray e Lucy si dirigono nella città occupata da essi e intraprendono una battaglia contro di loro. |                        |                   |                        |
| 3  | 16 marzo 2007 | ISBN 978-4-06-363810-3 | 2 maggio 2008     | ISBN 978-88-6420-284-6 |
| 3  | Capitoli - 14. Titania (妖精女王?, Teitānia) - 15. Le fate nel vento (妖精たちは風の中?, Yōsei-tachi wa kaze no naka) - 16. Catturate Kageyama! (カゲヤマを捕まえろ!!?, Kageyama o tsukamaero!!) - 17. La magia della donzella (乙女の魔法?, Otome no mahō) - 18. La fiamma e il vento (炎と風?, Honō to kaze) - 19. Impossibile... Natsu, non puoi vincere! (無理,ナツじゃ勝てないよ.?, Muri, Natsu ja katenai yo.) - 20. Per vivere intensamente... (強く生きる為に?, Tsuyoku ikiru tame ni) - 21. Il team più forte! (最強チーム!!!?, Saikyou CHĪMU!!!) - 22. Natsu contro Elsa (ナツvs.エル ザ?, Natsu vs. Eruza) |                        |                   |                        |
| 3  | Trama Dopo una dura lotta all'interno della stazione sequestrata dai membri di Eisenwald, Natsu riesce a raggiungere il capo su un ponte della ferrovia e lo sconfigge usando la sua magia. Elsa, Gray e Lucy raggiungono Natsu con un membro della gilda oscura, Kageyama. Tuttavia quest'ultimo riesce a fuggire e a portare il flauto al consiglio dei master. Raggiunto il consiglio, Kageyama suona il flauto, ma da esso fuoriesce un demone creato dal mago nero Zeref. Insieme a Gray ed Elsa, Natsu sconfigge il demone del flauto. Finalmente a casa, il dragon slayer di fuoco decide di sfidare Elsa in combattimento, ma vengono interrotti da un ufficiale che arresta la maga con l'accusa di aver distrutto il luogo dove si riunivano i capi gilda e di aver causato grossi danni nel suo ultimo scontro. |                        |                   |                        |
| 4  | 17 maggio 2007 | ISBN 978-4-06-363832-5 | 2 luglio 2008     | ISBN 978-88-6420-285-3 |
| 4  | Capitoli - 23. Delitto e castigo (罪と罰?, Tsumi to batsu) - 24. Secondo piano (2階?, Ni-kai) - 25. L'isola maledetta (呪われた島?, Norowareta shima) - 26. Tutta colpa della luna? (月は出ているか?, Tsuki wa dete iru ka) - 27. Deliora (デリオラ?, Deriora) - 28. Gocce di luna (月の雫?, MŪN DORIPPU) - 29. Gray e Leon (グレイとリオン?, Gurei to Rion) - 30. Il seguito del sogno (夢の続き?, Yume no tsuzuki) |                        |                   |                        |
| 4  | Trama Non essendo d'accordo con l'accusa, Natsu va a salvare Elsa irrompendo nella sala dove si sta svolgendo il processo, non sapendo che in realtà l'accusa contro Elsa era solo simbolica e che non ci sarebbero state conseguenze. Tornato a Fairy Tail decide di rubare segretamente una missione di classe S e si dirige quindi sull'Isola di Galuna con Lucy e Gray, inizialmente intenzionato a fermarli, ma in seguito decide di seguirli. Giunti sull'isola, il gruppo scopre che gli abitanti sono afflitti da una maledizione che di notte li rende dei demoni. Indagando in cerca di una soluzione, scoprono che Leon Bastia, vecchio amico/rivale di Gray, sta cercando di far tornare in vita il demone Deliora, sconfitto dalla loro maestra Ur dieci anni prima. |                        |                   |                        |
| 5  | 17 luglio 2007 | ISBN 978-4-06-363857-8 | 3 settembre 2008  | ISBN 978-88-6420-286-0 |
| 5  | Capitoli - 31. La spaventosa Doku Doku Jelly! (恐怖の毒毒ゼリー?, Kyōfu no doku-doku ZERĪ) - 32. Natsu contro Yuka l'ondulante (ナツvs.波動のユウカ?, Natsu vs. hadō no Yuuka) - 33. Porta del palazzo del toro dorato... Ti chiudi? (閉じろ? 金牛宮の扉?, Tojiro? Kingyūkyūuu no tobira) - 34. La spada del giudizio (裁きの剣?, Sabaki no ken) - 35. Fa' un po' come ti pare! (勝手にしやがれ!!?, Katte ni shiyagare!!) - 36. Ur (ウル?, Uru) - 37. L'uccello blu (青い鳥?, Aoi tori) - 38. La magia eterna (永遠の魔法?, Eien no mahō) - 39. Una dolorosa lama di ghiaccio chiamata verità (真実は悲しき氷の刃?, Shinjitsu wa kanashiki kōri no yaiba) |                        |                   |                        |
| 5  | Trama Natsu e i suoi compagni decidono quindi di sconfiggere Leon. Natsu si scontra con Yuka e Tobi, due compagni di Leon e riesce a sconfiggerli facilmente, nel frattempo sull'isola arriva Elsa, con l'intento di riportare con la forza i maghi alla gilda. Tuttavia dopo aver catturato Lucy e Happy e aver sentito le parole di Gray, decide di aiutarli a finire la missione, specificando però che la punizione è solo rimandata. Durante lo scontro, Gray decise di usare Iced Shell per sconfiggere Leon ma viene fermato da Natsu che riesce a farvi cambiare idea. Gray intraprende quindi un duello con Leon. |                        |                   |                        |
| 6  | 14 settembre 2007 | ISBN 978-4-06-363890-5 | 3 novembre 2008   | ISBN 978-88-6420-287-7 |
| 6  | Capitoli - 40. L'ultima battaglia sull'isola di Galuna (ガル ナ島 最終決戦?, Garuna-tō saishū kessen) - 41. L'urlo del demone (悪魔のおたけび?, Akuma no otakebi) - 42. L'arco del tempo (時のアーク?, Toki no āku) - 43. Burst (バースト?, Basuto) - 44. Il segreto degli abitanti del villaggio (村人の秘密?, Murabito no himitsu) - 45. Raggiungi quel cielo! (届け あの空に?, Todoke, ano sora ni) - 46. Lacrima (涙(TEAR)?, Namida (TEAR)) - 47. Phantom Lord (幽鬼の支配者?, Yūki no shihaisha) - 48. La legge degli umani (人間の法律?, Ningen no hōritsu) |                        |                   |                        |
| 6  | Trama Dopo che Gray esce vincitore dal duello, insieme a Natsu si dirige sul luogo dove si trova Deliora, ormai giunto sul punto di risvegliarsi. Tuttavia, una volta liberato dal ghiaccio, il demone si sbriciola.Purtroppo la distruzione di Deliora non scioglie la maledizione, ma Elsa capisce cosa sia successo e insieme a Natsu distrugge la bolla magica che copriva l'isola, facendo ritornare la memoria agli abitanti che in realtà sono veramente demoni. Come ricompensa, i maghi di Fairy Tail decidono di non ricevere i soldi ma soltanto la chiave d'oro che apre il portale di Sagittarius, che va a Lucy. Tornati a Magnolia, i protagonisti ritrovano la sede della gilda completamente devastata e scoprono dai loro compagni che i responsabili sono i membri di Phantom Lord, gilda rivale di Fairy Tail. In seguito, Lucy viene rapita proprio da due membri di tale gilda per ordine di suo padre. |                        |                   |                        |
| 7  | 16 novembre 2007 | ISBN 978-4-06-363914-8 | 7 gennaio 2009    | ISBN 978-88-6420-288-4 |
| 7  | Capitoli - 49. Non c'è rosa senza spine (月ニ叢雲 花ニ風?, Tsuki ni murakumo, hana ni kaze) - 50. Lucy Heartphilia (ル ーシィ·ハートフィリア?, Rūshi Hātofiria) - 51. L'ombra gigante (巨影?, Kyohei) - 52. Quindici minuti (15分?, Jūgo-fun) - 53. Violento scontro di fuochi (激熱の戦い?, Gekinetsu no tatakai) - 54. Phantom Mk II (ファントム MkⅡ?, Fantomu emukā ni) - 55. Per non vedere quelle lacrime (その涙を見ない為に?, Sono namida o minai tame ni) - 56. Fiori che sbocciano sotto la pioggia (雨の中に咲く華?, Ame no naka ni saku hana) - Extra |                        |                   |                        |
| 7  | Trama Dopo che il gruppo di Levy Mac Garden viene brutalmente sconfitto dal potente Gajil Redfox il dragon slayer di ferro di Phantom Lord, Makarov decreta l'inizio delle ostilità tra le due gilde, nonostante inizialmente fosse riluttante all'idea. L'intera gilda quindi si presenta nella gilda di Phantom Lord, dando inizio allo scontro. Durante la battaglia, Makarov viene ferito da Jose e ciò costringe i maghi di Fairy Tail a ritirarsi. Nel frattempo, Lucy riesce a liberarsi e a scappare dagli antagonisti, venendo poi soccorsa da Natsu e Happy. In seguito, Jose muove fisicamente la sede della propria gilda verso Magnolia, intenzionato ad annientare Fairy Tail con il cannone Jupiter. Mira Jane fa mettere in salvo Lucy facendola portare lontano dagli scontri e cerca di ingannare il nemico prendendo le sue sembianze, senza però riuscirci. Natsu con l'aiuto di Happy s'infiltra nella gilda di Phantom Lord per distruggere l'arma nemica, ma viene ostacolato dal mago di fuoco Totomaru, membro della squadra più forte della gilda, gli Element Four. Natsu con l'aiuto di Gray ed Elfman riesce a sconfiggerlo, distruggendo anche il cannone. Gray affronta poi uno degli Element Four, Lluvia Loxar, ma inconsciamente la fa innamorare di lui. |                        |                   |                        |
| 8  | 17 gennaio 2008 | ISBN 978-4-06-363940-7 | 9 marzo 2009      | ISBN 978-88-6420-289-1 |
| 8  | Capitoli - 57. Teru teru bōzu (てるてる坊主?, Teru Teru Bōzu) - 58. C'è sempre qualcosa di superiore (上には上がいる?, Ue ni wa ue ga iru) - 59. Inspire (INSPIRE?, Insupaia) - 60. Le ali infiammate (炎の翼?, Honō no tsubasa) - 61. I due dragon slayer (二人の滅竜魔導士?, Futari no DORAGON SUREIYĀ) - 62. L'attimo in cui cadono gli spiriti (妖精の堕ちる時?, Yousei no ochiru toki) - 63. Con questo siamo pari! (これで おあいこな?, Kore de o-aiko na) - 64. La gilda numero uno (一番のギル ド?, Ichiban no girudo) - 65. Fairy Law (フェアリーロウ?, FEARĪ RŌ) |                        |                   |                        |
| 8  | Trama Gray riesce a sconfiggere Lluvia, mentre Natsu si scontra con Aria, il leader degli Element Four. Tuttavia alla fine il membro di Phathom Lord viene sconfitto da Elsa. Il dragon slayer Gajil rapisce nuovamente Lucy e la porta alla propria gilda. Qui Natsu lo trova mentre tortura la sua compagna di squadra e ingaggia un duro scontro contro di lui, uscendone vincitore. Nel frattempo, Elsa affronta Jose con notevoli difficoltà. Quando il master di Phantom Lord sembra avere la meglio, Makarov arriva in soccorso della sua gilda e sconfigge Jose con la magia Fairy Law. La guerra si conclude con la vittoria di Fairy Tail e Natsu viene a sapere da Gajil che anche lui è stato adottato da un drago, Metallicana, e che è scomparso nell'anno X777 come Igneel. |                        |                   |                        |
| 9  | 17 marzo 2008 | ISBN 978-4-06-363782-3 | 4 maggio 2009     | ISBN 978-88-6420-290-7 |
| 9  | Capitoli - 66. I medesimi intenti (同志?, Dōshi) - 67. La mia decisione (あたしの決意?, Atashi no ketsui) - 68. Addio (さよなら?, Sayonara) - 69. Next Generation (ＮＥＸＴ ＧＥＮＥＲＡＴＩＯＮ?, Nekusuto jenerēshon) - 70. Frederick e Yanderica (フレデリックとヤンデリカ?, Furederikku to Yanderika) - 71. Una notte a Balsamina (鳳仙花の夜?, Hōsenka no yoru) - 72. Una stella che non può tornare in cielo (空に戻れない星?, Sora ni modorenai hoshi) - 73. Anno 781: Blue Pegasus (781年·青い天馬?, Nana-hyaku hachi-jū ichi-nen, BURŪ PEGASUSU) - 74. Il re degli spiriti stellari (星霊王?, Seirei-ō) |                        |                   |                        |
| 9  | Trama Lucy torna da suo padre, al quale le spiega che non ha intenzione di lasciare la gilda e che non vuole più tornare a casa, e prima di andarsene lo minaccia dicendogli che se oserà ancora provare a costringerla a riportarla a casa, Fairy Tail dichiarerà guerra contro di lui. Dopo la battaglia, il gruppo di Natsu decide di svolgere una missione, e incontrano Loki, un membro di Fairy Tail. Più tardi Lucy scopre che quest'ultimo è uno spirito stellare; lui racconta la sua storia facendo commuovere Lucy al punto che quest'ultima riesce a convincere il Re degli spiriti stellari a far ritornare Loki nel loro mondo. Loki stringe così un contratto con Lucy, diventando un suo spirito stellare. |                        |                   |                        |
| 10 | 16 maggio 2008 | ISBN 978-4-06-363986-5 | 8 luglio 2009     | ISBN 978-88-6420-291-4 |
| 10 | Capitoli - 75. Il sogno della farfalla (胡蝶の夢?, Kochō no yume) - 76. La Torre del Paradiso (楽園の塔?, Rakuen no tō) - 77. Gerard (ジェラール?, Jerāru) - 78. Il paradiso del futuro (その先の楽園?, Sono saki no rakuen) - 79. La decisione di Sieglein (ジークレインの決断?, Jīkurein no ketsudan) - 80. Jean Dark (ジャンヌ·ダル ク?, Jannu Daruku) - 81. La voce del buio (闇の声?, Yami no koe) - 82. Ululando alla luna (月に吠える?, Tsuki ni hoeru) - Capitolo extra. Richiesta speciale: attenzione a quel ragazzo! |                        |                   |                        |
| 10 | Trama Il gruppo di Natsu si concede una meritata vacanza, grazie ad alcuni biglietti che Loki ha donato a Lucy. Mentre si trova in un casinò insieme agli altri, Elsa viene attaccata e rapita da alcuni individui che dicono di essere i suoi vecchi amici: Miriana, Wally, Sho e Shimon. Insieme a Lluvia Loxar, che ha protetto Gray dai nemici, il resto del gruppo li insegue fin sull'isola dove viene condotta Elsa. Elsa tenta inutilmente di persuadere i propri amici ad andarsene al più presto e di lasciar risolvere a lei l'intera faccenda. Giunta a quel punto, racconta loro del suo passato, in particolare di come sia stata rapita e portata lì come schiava da una setta oscura per costruire una torre magica che avrebbe attivato una magia per riportare in vita i morti. Qui insieme a coloro che l'hanno riportata alla torre nel presente conosce Gerard Fernandez, il quale durante una rivoluzione guidata da Elsa che ha portato alla liberazione degli schiavi e alla sconfitta della setta, rimane posseduto dalla magia oscura di Zeref e persuade i propri amici ignari del fatto a continuare la costruzione della torre. Gerard fa fuggire Elsa, facendole vivere una libertà in cui è consapevole che i propri amici siano ancora prigionieri. Ora membro del concilio sotto le spoglie di Sieglein, Gerard sta segretamente portando a termine la costruzione della Torre del Paradiso e il suo intendo è quello di riportare in vita il mago nero Zeref.                                                                                              |                        |                   |                        |
| 11 | 12 agosto 2008 | ISBN 978-4-06-384023-0 | 2 settembre 2009  | ISBN 978-88-6420-292-1 |
| 11 | Capitoli - 83. Find The Way (FIND THE WAY?) - 84. Vai, Natsu-gatto! (ナツネコFight!!?, Natsuneko fight!!) - 85. Il gioco del paradiso (楽園ゲーム?, Rakuen Gēmu) - 86. Rock of Succubus (ロック·オブ·サキュバス?, Rokku obu Sukyubasu) - 87. Lucy contro Lluvia (ル ーシィVS.ジュビア?, Rushī vs Jubia) - 88. Natsu fa da esca (ナツ, エサになる.?, Natsu, esa ni naru) - 89. L'armatura del cuore (心の鎧?, Kokoro no yoroi) - 90. Ikaruga (斑鳩?, Ikaruga) - 91. La decisione di una donna (女一匹, 決意の装束?, Onna ippiki, ketsui no shōzoku) |                        |                   |                        |
| 11 | Trama Elsa, Lucy, Gray e Lluvia si arrampicano sulla torre in cerca di Natsu. A loro si uniscono due amici di infanzia di Elsa: Shimon, che rivela di conoscere la verità e di aver finto di aiutare Gerard, e Shô, che realizza l'inganno di Gerard dopo aver ascoltato la storia di Elsa. Dopo che Natsu trova Happy, mette fuori combattimento Wally e Miriana — gli altri due amici di Elsa. Gerard annuncia la decisione del consiglio di far colpire la torre dalla magia Eterion, usata dal consiglio per eliminare le minacce più pericolose per l'equilibrio nel continente. Sfida quindi tutti a sconfiggerlo prima che la magia si attivi e distrugga la torre. Continuando a scalare la torre, i maghi di Fairy Tail insieme agli alleati combattono e sconfiggono il trio di maghi Trinity Raven, ingaggiato da Gerard. |                        |                   |                        |
| 12 | 17 ottobre 2008 | ISBN 978-4-06-384050-6 | 4 novembre 2009   | ISBN 978-88-6420-293-8 |
| 12 | Capitoli - 92. Destino (運命?, Desutinī) - 93. Supplica alla luce sacra (聖なる光に祈りを?, Seinaru hikari ni inori o) - 94. Da solo (ひとりの人?, Hitori no hito) - 95. La paladina della torre addormentata (眠れる塔の女騎士?, Nemureru tō no o-hime-sama) - 96. La meteora (流星?, Mītia) - 97. Lo scudo della vita (命の盾?, Inochi no tate) - 98. Dragon Force (ドラゴンフォース?, Doragon Fōsu) - 99. Titania cade (妖精女王, 散る?, Titānia, chiru) - 100. Verso il domani (明日へ?, Ashita e) |                        |                   |                        |
| 12 | Trama Elsa raggiunge la cima della torre e combatte contro Gerard, ma non riesce a fermarlo prima che Eterion colpisca la torre. Tuttavia, l'attacco viene invece assorbito dalla lacrima magica all'interno della torre, risparmiando tutti coloro che erano al suo interno. Gerard rivela di aver ingannato il consiglio della magia per spingerlo ad usare la loro arma micidiale per fornire abbastanza energia magica alla torre per far resuscitare Zeref. Tenta poi di usare Elsa come sacrificio umano per attivare la magia di resurrezione, ma Natsu la salva e si scontra con lui in duello. Gerard decide di non avere più bisogno di Elsa e tenta di ucciderla, ma senza successo perché Shimon la protegge morendo al suo posto. Natsu mangia la lacrima infusa di Eterion e riesce a raggiungere un maggiore livello magico del Dragon Slayer, meglio noto come Dragon Force. Tale potenziamento gli consente di terminare il duello contro Gerard da vincitore e di distruggere la torre. Senza più controllo, la lacrima della torre rischia di esplodere ed Elsa si fonde con essa per impedire che l'esplosione travolga i suoi amici. Grazie a Titania, l'energia magica di Eterion fuoriuscita dalla torre confluisce verso il cielo e Natsu riesce a salvare Elsa ritrovandola in tale flusso magico prima che scomparisse fondendosi con esso. I due si riuniscono poi insieme ai propri compagni di gilda. |                        |                   |                        |
| 13 | 17 dicembre 2008 | ISBN 978-4-06-384075-9 | 5 gennaio 2010    | ISBN 978-88-6420-294-5 |
| 13 | Capitoli - 101. L'ira della terra rossa (赤い大地の激昂?, Akai daichi no gekikō) - 102. Forza, camminiamo! (強く歩け?, Tsuyoku aruke) - 103. Casa (ＨＯＭＥ?, Hōmu) - 104. BEST FRIEND (ＢＥＳＴ ＦＲＩＥＮＤ?, Besuto furendo) - 105. Quell'uomo è Laxus (その男、ラクサス?, Sono otoko, Rakusasu) - 106. La festa del raccolto (収穫祭?, Shūkakusai) - 107. La battaglia di Fairy Tail (バトル ·オブ·フェアリーテイル?, Batoru obu Fearī Teiru) - 108. Sdonk! (ゴチーン!!?, Gochīn!!) - 109. Spara ai tuoi per il loro stesso bene (友の為に友を打て?, Tomo no tame ni tomo o ute) |                        |                   |                        |
| 13 | Trama Elsa dice addio ai suoi vecchi amici della Torre del Paradiso, che partono insieme per scoprire il mondo. Al loro ritorno, il gruppo scopre che Lluvia e Gajil sono diventati membri di Fairy Tail, la cui sede è stata completamente sistemata. La gilda si prepara per la propria sfilata annuale Phantasia, organizzata in occasione della festa del raccolto di Magnolia, e Lucy viene a conoscenza del concorso di bellezza Miss Fairy Tail, al quale partecipa per poter vincere il premio in denaro e pagare così l'affitto del proprio alloggio. Il nipote di Makarov, Luxus Dreyar, dichiara la sua intenzione di prendere il comando della gilda con la forza. Lui e le sue guardie del corpo, il Commando del dio del fulmine, pietrificano le concorrenti della Miss Fairy Tail e sfidano il resto della gilda in un evento definito "Battaglia di Fairy Tail". Essi intrappolano tutti quelli con più di 80 anni all'interno della gilda per impedire a Makarov di interferire; misteriosamente, la trappola funziona anche su Natsu. I membri gilda sono così obbligati a combattere l'un contro l'altro finendo nelle trappole sparse per l'intera città di Magnolia, fino a quando non resterà in piedi il vincitore. |                        |                   |                        |
| 14 | 17 marzo 2009 | ISBN 978-4-06-384098-8 | 3 marzo 2010      | ISBN 978-88-6420-295-2 |
| 14 | Capitoli - 110. Resa (投了?, RIZEIN) - 111. Gli ultimi quattro (残り4人?, Nokori yonin) - 112. Pioggia di proiettili e danze di spade (弾幕剣舞?, Danmaku kenbu) - 113. L'altare del tuono (神鳴殿?, Kaminari den) - 114. L'amore abbatte i muri (愛は壁を砕いて?, Ai wa kabe o kudaite) - 115. La luce del leone (獅子の光」?, Regurusu) - 116. Kana contro Lluvia (「カナVS.ジュビア」?, Kana VS. Jubia) - 117. L'avvento di Satan (サタン降臨?, Satan kōrin) - 118. Parole gentili (「やさしい言葉」?, Yasashii kotoba) |                        |                   |                        |
| 14 | Trama Anche Gajil, come Natsu, è intrappolato all'interno della gilda. L'occhio artificiale di Elsa riduce l'effetto petrificante e le permette di tornare alla normalità. Elsa sconfigge Evergreen, ripristinando il resto delle ragazze pietrificate. In risposta, Luxus lancia un incantesimo su Magnolia, l'Altare del tuono, minacciando di distruggere l'intera città. Lo stress dovuto alla situazione critica porta Makarov al collasso. Nel frattempo, Levy utilizza la sua esperienza di decodifica per riscrivere l'incantesimo e far così uscire Natsu e Gajil dalla gilda. Lucy si scontra con Bickslow e lo sconfigge grazie al supporto di Loki. Lluvia e Kana incontrano Fried Justin, che con un incantesimo le obbliga a combattere l'una contro l'altra. Tuttavia Lluvia sceglie di sacrificarsi, distruggendo una delle lacrime dell'Altare del tuono, e Kana si scontra con Fried per vendicarla, ma viene sconfitta. Mirajane la raggiunge e trova Elfman torturato dal membro del Commando di Luxus. Ciò la spinge a forzare la propria trasformazione in Satan Soul per la rabbia, forma con cui sconfigge rapidamente l'avversario. Riacquistato il controllo di sé stessa, convince Fried a smettere di combattere contro i suoi compagni di gilda. |                        |                   |                        |
| 15 | 15 maggio 2009 | ISBN 978-4-06-384075-9 | 3 giugno 2010     | ISBN 978-88-6420-296-9 |
| 15 | Capitoli - 119. Grande battaglia alla cattedrale di Caldia! (激突!カル ディア大聖堂?, Gekitotsu! Karudia daiseidō) - 120. Mist Gun (ミストガン?, MISUTOGAN) - 121. L'occasione per scalare la vetta (てっぺんとるチャンスだろ!?, Teppen toru CHANSU daro!) - 122. Rombo di tuono solitario (孤独な雷鳴?, Kodoku na raimei) - 123. Double Dragon (ダブル ドラゴン?, DABURU DURAGON) - 124. Triple Dragon (トリプル ドラゴン?, TORIPURU DURAGON) - 125. Demone fuori, angelo dentro (鬼面仏心?, Kimen busshin) - 126. Alzati! (立ちあがれ!!!!?, Tachiagare!!!!) - Capitolo extra. X778 - Natsu e l'uovo di drago |                        |                   |                        |
| 15 | Trama Con il Commando del dio del fulmine sconfitto, il mascherato Mist Gun scova Luxus nel suo nascondiglio all'interno della cattedrale di Caldia e lo combatte. La loro battaglia attrae così l'attenzione di Natsu ed Elsa, che guardano Luxus sfilare la maschera a Mist Gun, il quale presenta un aspetto identico a quello di Gerard. Ormai scoperto, Mist Gun lascia l'esito della battaglia ai propri compagni di gilda ed Elsa e il resto della gilda sventano l'incantesimo di Luxus. Natsu e Gajil combattono contro Luxus, ma gli attacchi dei due si rivelano inefficaci in quanto il loro avversario si scopre essere un dragon slayer. Frustrato per il fallimento dei suoi piani, Luxus scaglia contro i suoi avversari la magia Fairy Law, così da distruggere l'intera Magnolia. Dopo aver lanciato l'incantesimo, tuttavia, scopre che non ha alcun effetto in quanto non considera veramente i membri della gilda suoi nemici. Luxus comunque continua a combattere ma, grazie al sacrificio di Gajil, Natsu riesce a sconfiggerlo. |                        |                   |                        |
| 16 | 17 luglio 2009 | ISBN 978-4-06-384158-9 | 2 settembre 2010  | ISBN 978-88-6420-297-6 |
| 16 | Capitoli - 127. Lacrime amare (涙を揮って馬謖を斬る?, Namida o furutte bashoku o kiru) - 128. Phantasia (幻想曲?, FANTAJIA) - 129. Nonostante tutto, io... (それでも あたしが...·?, Soredemo atashi ga....) - 130. LOVE & LUCKY - 131. Nirvana (ニル ヴァーナ?, NIRUVĀNA) - 132. Lega, adunata! (連合軍, 集結!?, Rengōgun, shūketsu!) - 133. Dodici contro sei (12対6?, Jyū-ni tai roku) - 134. Arriva Oracion Seis (六魔将軍現る?, Orashion Seisu arawaru) |                        |                   |                        |
| 16 | Trama Makarov viene riportato in piena salute grazie alla sua guaritrice Polyushika, e espelle Luxus da Fairy Tail per le sue azioni. Più tardi, Lucy si incontra con suo padre Jude, che ha perso la sua compagnia e la sua fortuna. Lucy rifiuta inizialmente di perdonarlo, ma si riconcilia con lui dopo aver combattuto una gilda oscura che prende il suo nuovo datore di lavoro per ostaggio. Successivamente, Fairy Tail organizza un'alleanza con altre gilde ufficiali per fermare l'Oracion Seis, una delle più forti gilde oscure di Fiore, dall'attivare l'antico incantesimo distruttivo Nirvana. Natsu, Lucy, Happy, Gray e Elsa sono scelti per rappresentare la loro gilda e incontrano le altre gilde: Blue Pegasus, rappresentato da Ichiya Vandalay Kotobuki e dai Tri-men; Lamia Scale, rappresentata da Jura Neekis, da Lyon e da Sherry Blendy; e Cait Shelter, rappresentata dalla giovane Wendy Marvel e dal suo partner gatto, Charle. Prima che possano intervenire, l'alleanza viene attaccata e sopraffatta dalla Oracion Seis. |                        |                   |                        |
| 17 | 17 settembre 2009 | ISBN 978-4-06-384185-5 | 1º ottobre 2010   | ISBN 978-88-6420-298-3 |
| 17 | Capitoli - 135. La sacerdotessa del firmamento (天空の巫女?, Tenkū no miko) - 136. La tomba (棺桶?, Kan'oke) - 137. La ragazza e il defunto (少女と亡霊?, Shōjo to bōrei) - 138. Fuori programma (計算外?, Keisan-gai) - 139. Dead Grand Prix (デッドGP?, DEDDO GURAN PURI) - 140. Il mondo degli abissi (低速の世界?, Teisoku no sekai) - 141. Hikari (ヒカリ?, Hikari) - 142. Tenebre (闇?, Yami) - 143. La battaglia degli spiriti stellari (星霊合戦?, Seirei gassen) |                        |                   |                        |
| 17 | Trama Il leader di Oracion Seis, Brain, costringe Wendy ad utilizzare la sua magia di Dragon Slayer del Cielo per riportare in salute il suo ex studente Gerard, che ha la capacità di trovare e annullare Nirvana. Wendy lo riconosce come un suo vecchio amico e, malgrado conosca le sue azioni passate, accetta. Natsu arriva a salvarla e la porta a guarire Elsa avvelenata. Nel frattempo, Gray e Lyon combattono e sconfiggono il membro di Oracion Seis Racer, ma Lyon è apparentemente ucciso nel tentativo. Gerard attiva il Nirvana, portandolo ad invertire le emozioni buone e cattive all'interno delle persone. Sherry cerca di uccidere Gray, mentre l'Oracion Seis Hot Eye passa dalla parte dei nemici. Natsu tenta di fermare Gerard per impedirgli di incontrare Elsa, solo per cadere in una trappola impostata dalla maga celeste di Oracion Seis Angel, che combatte contro Lucy. |                        |                   |                        |
| 18 | 17 novembre 2009 | ISBN 978-4-06-384211-1 | 2 dicembre 2010   | ISBN 978-88-6420-299-0 |
| 18 | Capitoli - 144. Una bellissima voce (きれいな声?, Kirei na koe) - 145. Ricordi: Gerard (追憶のジェラール?, Tsuioku no Jerāru) - 146. Sei libera (君は自由だ?, Kimi wa jiyū da) - 147. La gilda che voglio (希望のギルド?, Kibō no GIRUDO) - 148. Il corteo della devastazione (破滅の行進?, Hametsu no kōshin) - 149. Battaglia aerea! Natsu contro Cobra (超空中戦!! ナツvs．コブラ?, Chōkūchūsen!! Natsu vs. Kobura) - 150. Il soffio del drago (ドラゴンの咆哮?, DORAGON no hōkō) - 151. La fine dei sei? (六魔壊滅!??, Rokuma kaimetsu!?) - 152. Jura, del sacro ordine dei dieci (聖十のジュラ?, Seiten no Jura) |                        |                   |                        |
| 18 | Trama Con l'aiuto dei Tri-men, Lucy sconfigge Angel. Elsa trova Gerard e scopre che non può ricordare nient'altro che il suo nome e la posizione di Nirvana. Dopo che Elsa gli ricorda le sue azioni passate, Gerard cerca di espiare distruggendo Nirvana e uccidendosi per impedirgli di essere disattivato. Tuttavia, Brain appare e disattiva facilmente l'incantesimo di Gerard, attivando la vera forma di Nirvana: una città gigante semovente che distrugge la gilda di Cat Shelter. Natsu e Lucy sono attaccati da Sherry, che ritorna in se dopo che Leon riappare. Natsu combatte il membro di Oracion Seis Cobra, il Dragon Slayer del veleno, e lo sconfigge con un ruggito assordante che sopraffà il suo senso di udito più elevato. Hot Eye assiste Fairy Tail combattendo il suo compagno Midnight, ma viene sconfitto. Jura sconfigge Brain, ma non fa nulla per impedire a Nirvana di muoversi verso la sua destinazione. |                        |                   |                        |
| 19 | 15 gennaio 2010 | ISBN 978-4-06-384233-3 | 2 marzo 2011      | ISBN 978-88-6420-300-3 |
| 19 | Capitoli - 153. Spedizione punitiva notturna (僕の夜空に輝く星は?, Boku no yozora ni kagayaku hoshi wa) - 154. Le tue parole... (君の言葉こそ・・・・?, Kimi no kotoba koso....) - 155. Last Man (LAST MAN?) - 156. Zero (ゼロ?, Zero) - 157. Dal cavallo alato alle fate (天馬から妖精たちへ?, Tenma kara yōsei-tachi e) - 158. La porta dei ricordi (記憶の扉?, Kioku no tobira) - 159. Le fiamme della colpa (咎の炎?, Toga no honō) - 160. La forza dei pensieri (想いの力?, Omoi no chikara) - Extra. Il giorno dell'incontro del destino |                        |                   |                        |
| 19 | Trama Con le sue ultime forze, Brain ferisce gravemente Jura. Nel frattempo, Elsa sconfigge Midnight, l'ultimo membro rimasto della Oracion Seis. Ciò, tuttavia, risveglia la seconda personalità Brain, Zero, che Brain aveva sigillato con un incantesimo che poteva essere rimosso solo con la sconfitta dei sei. Zero pilota Nirvana per distruggere Cat Shelter. Fortunatamente, i membri di Blue Pegasus e Lamia Scale attaccano Nirvana a bordo della nave danneggiata del Blue Pegasus, la Cristina, salvando la gilda. Lucy svela che per fermare Nirvana si deve distruggere simultaneamente i cristalli della lacrima che alimentano le gambe. Natsu sceglie di distruggere il cristallo custodito da Zero, ma è troppo ferito per combattere. Gerard riacquista i suoi ricordi e decide di aiutare Natsu, mentre invia Wendy a distruggere uno dei cristalli al suo posto. Natsu è inizialmente ostile verso di lui, ma Gerard guadagna il suo rispetto difendendolo da uno degli attacchi di Zero. Poi dà a Natsu una fiamma d'oro, la fiamma della colpa, che dà a Natsu la possibilità di usare la Dragon Force per combattere Zero. |                        |                   |                        |
| 20 | 17 marzo 2010 | ISBN 978-4-06-384266-1 | 1º aprile 2011    | ISBN 978-88-6420-301-0 |
| 20 | Capitoli - 161. Abbattere il male per diffondere la verità (破邪顕正?, Haja kensei) - 162. Io sono qui per te (私がついてる?, Watashi ga tsuiteru) - 163. Cielo scarlatto (緋色の空?, Hīro no sora) - 164. Una gilda solo per te (たった一人の為のギルド?, Tatta hitori no tame no GIRUDO) - 165. Wendy, la fatina (妖精少女のウェンディ?, Yōsei shōjo no Wendi) - 166. Il drago nero (黒竜?, Kokuryū) - 167. La città che scompare (消えゆく街?, Kieyuku machi) - 168. Earthland (アースランド?, Āsu Rando) - 169. Edras (エドラス?, Edorasu) |                        |                   |                        |
| 20 | Trama Natsu sconfigge Zero e distrugge uno dei cristalli della lacrima che alimenta Nirvana contemporaneamente ai suoi amici, distruggendo Nirvana. Jura e Hot Eye aiutano Natsu, Wendy e Gerard a sfuggire al collasso di Nirvana con i loro amici. Poco dopo, il Concilio arresta i membri della Oracion Seis e Gerard. Il giorno successivo, i membri di Cat Shelter si rivelano un'illusione creata dal maestro della gilda Robauld per prendersi cura di Wendy dopo che Gerard l'ha affidata a lui. Robauld spiega di essere uno spirito dell'antica tribù che ha creato Nirvana, che ha voluto distruggere per l'occasione per la creazione. Con la missione dell'alleanza completa, la gilda di Cat Shelter svanisce, lasciando Wendy libera di unirsi a Fairy Tail. Mentre si adatta alla vita alla sua nuova gilda, Wendy incontra Mist Gun e lo riconosce come il suo amico, Gerard. Mist Gun l'avverte dell'imminente distruzione di Magnolia per mezzo di un portale nel cielo chiamato Anima, che fa sparire la città e la maggior parte dei suoi abitanti, tranne Natsu, Wendy, Happy e Charle. Charle spiega che il portale porta ad un mondo parallelo chiamato Edolas, dove lei e Happy sono stati mandati da uova per una missione. Determinati per ripristinare la città, i quattro entrano Edolas attraverso il portale e incontrano dei doppelganger dei loro compagni di gilda che si comportano in maniera opposta ai loro compagni scomparsi. |                        |                   |                        |
| 21 | 17 maggio 2010 | ISBN 978-4-06-384296-8 | 1º luglio 2011    | ISBN 978-88-6420-302-7 |
| 21 | Capitoli - 170. La cacciatrice di fate (妖精狩り?, Yōsei gari) - 171. Faust (ファウスト?, Fausuto) - 172. La chiave della speranza (希望の鍵?, Kibō no kagi) - 173. Fire Ball (ファイアボール?, Faiabōru) - 174. Rivelazione (啓示?, Keiji) - 175. Bentornati! (おかえりなさいませ?, Okaerinasaimase) - 176. Extalia (エクスタリア?, Ekusutaria) - 177. In volo! Dai nostri amici! (飛べ! 友のもとに!?, Tobe! Tomo no moto ni!) - 178. Io sono al tuo fianco (となりにいるから?, Tonari ni iru kara) |                        |                   |                        |
| 21 | Trama Natsu, Wendy, Happy e Charle scoprono che la gilda di Fairy Tail a Edolas viene cacciata dall'esercito del regno; uno dei comandanti militari è una controparte di Elsa chiamata Elsa Nightwalker. Scoprono anche che il re di Edolas, Faust, usa i portali Anima per assorbire la magia della terra e trasformarla in lacrima con cui ricostituire le risorse magiche di Edolas. Sul loro viaggio verso la capitale di Edolas i quattro scoprono che non possono utilizzare la loro magia. I quattro si riuniscono con la Lucy di Earthland, che aveva evitato di essere risucchiata attraverso l'Anima grazie a Horologium ed è ancora in grado di utilizzare la sua magia. Charle guida i suoi amici al castello per interrogare Faust, ma inavvertitamente li porta in una trappola impostata da Nightwalker. Natsu, Lucy e Wendy sono imprigionati mentre Happy e Charle sono portati su Extalia, una città su un'isola galleggiante e la casa della loro razza, gli Exceed, venerata a Edolas per le loro abilità magiche, con la loro regina Chagot considerata come un dio. Happy scopre che la loro missione sulla terraferma comporta la caccia e l'uccisione di Dragon Slayer e fugge dalla città con Charle. I due sono accolti da una gentile coppia di Exceed, che sono i genitori di Happy. Venuti a conoscenza dell'imminente esecuzione di Lucy, i due abbandonano la casa per salvare i loro amici. |                        |                   |                        |
| 22 | 17 agosto 2010 | ISBN 978-4-06-384346-0 | 1º settembre 2011 | ISBN 978-88-6420-303-4 |
| 22 | Capitoli - 179. Codice ETD (コードETD?, Kōdo ETD) - 180. Elsa contro Elsa (エルザ vs. エルザ?, Eruza vs. Eruza) - 181. Guerra totale al palazzo di Edras! (エドラス王都総力戦!!?, Edorasu ōto sōryokusen!!) - 182. In vita! (命だろーか!!!?, Inochi darō ka!!!) - 183. Monster Academy (モンスターアカデミー?, Monsutā Academī) - 184. Un fiume di stelle per salvare l'orgoglio (星の大河は誇りの為に?, Hoshi no taiga wa hokori no tame ni) - 185. Ice Boy (アイスボーイ?, Aisu Bōi) - 186. Il mio gatto (オレのネコ?, Ore no neko) - 187. Il cannone del drago-catena: la fine (終焉の竜鎖砲?, Shūen no ryūsahō) |                        |                   |                        |
| 22 | Trama Nel tentativo di donare a Edolas la magia eterna, Faust trasforma l'esercito Exceed che insegue Happy e Charle in un cristallo di lacrima gigante. Prima che Nightwalker possa catturare Lucy, Happy e Charle, i tre sono salvati da Gray ed Elsa, che sono stati ripristinati da Gajil. Le due Elsa si scontrano in un duello mentre Gray salva Natsu e Wendy, la cui magia è stata risucchiata da Faust per alimentare un'arma con cui eseguire il suo piano. Gray inoltre dà loro la medicina che gli permette di usare nuovamente la loro magia. Wendy e Charle arrivano a Extalia, ma non sono in grado di convincere gli Exceed del piano Faust. Nel frattempo, Gajil combatte contro Panther Lily, un Exceed e un capitano dell'esercito Edolas. Dopo aver sconfitto i seguaci di Faust, Natsu, Gray ed Elsa tentano di usare l'abilità di Faust per sparare la magia del Dragon Slayer e restituire i loro amici alla normalità, ma sono fermati da Nigthwalker. |                        |                   |                        |
| 23 | 15 ottobre 2010 | ISBN 978-4-06-384379-8 | 3 ottobre 2011    | ISBN 978-88-6420-304-1 |
| 23 | Capitoli - 188. Una sola ala (方翼?, Katayoku) - 189. Quel ragazzo (あの時の少年?, Ano toki no shōnen) - 190. DRAGON SENSE (?) - 191. Three Man Cell (スリーマンセル?, Surī Man Seru) - 192. Non scappo più! (もう逃げない!?, Mō nigenai!) - 193. Tutti gli esseri viventi (生きる者たちよ?, Ikirumono-tachi yo) - 194. Io sono qui (オレはここに立っている?, Ore wa koko ni tatte iru) - 195. Il sovrano di un nuovo mondo (新しい世界の王?, Atarashii sekai no Ō) - 196. Il grande mago Dragonil (大魔王ドラグニル?, Daimaō doraguniru) |                        |                   |                        |
| 23 | Trama Chagot appare a Wendy, Charle e al suo popolo, e confessa che la divinità degli Exceed è un trucco per nascondere la loro vera natura debole. La decisione di Charle di salvare Extalia ispira gli Exceed a schierarsi con lei. Gli Exceed spingono la lacrima gigante lontano da Extalia quando il principe di Edolas e il figlio di Faust Mist Gun invia la lacrima attraverso un portale Anima, restituendo tutti quelli intrappolati alla loro forma originaria. Natsu, Gray e Lucy all'interno del palazzo iniziano uno scontro con Hughes e Sugarboy, comandanti dell'Armata Reale, e Byro il ministro di stato. Essi riescono a sconfiggerli e successivamente scappano dal palazzo e cercano di impedire la distruzione di Extalia. In seguito, Natsu insieme a Gajil e a Wendy combatte contro Faust sconfiggendolo. Poco dopo la loro vittoria, fa finta insieme a Gajil e a Wendy di essere il "Grande mago Dragonil" che stanno risucchiando la magia da Edolas. Natsu insieme a Wendy, Gray, Elsa, Gajil, Happy, Charle e tutti quelli della razza di questi ultimi vengono risucchiati dal portale e ritornano sulla Terra. |                        |                   |                        |
| 24 | 17 dicembre 2010 | ISBN 978-4-06-384416-0 | 3 gennaio 2012    | ISBN 978-88-6420-305-8 |
| 24 | Capitoli - 197. Bye Bye Fairy Tail (バイバイ 妖精の尻尾?, Bai Bai Fearī Teiru) - 198. In volo verso il futuro (明日への翼?, Asu e no tsubasa) - 199. Lisana (リサーナ?, Risāna) - 200. Coloro che cancellano la vita (生命を消す者?, Inochi o kesumono) - 201. La prova (トライアル?, Toraiaru) - 202. Il miglior compagno (ベストパートナー?, Besuto Pātonā) - 203. Le otto strade (8つのパス?, Eito no pasu) - 204. Chi è che ha fortuna? (誰がラッキーですか？?, Dare ga rakkī desu ka?) - Capitolo speciale: Coca-Cola |                        |                   |                        |
| 24 | Trama Ritornati sulla terra, Natsu e gli altri scoprono che Lisana è viva e che aveva vissuto per due anni su Edolas. Come ogni anno, viene fatto l'esame di promozione a classe S, sull'Isola Tenro, l'isola sacra di Fairy Tail. I concorrenti in lizza per la promozione sono Natsu, Gray, Kana, Elfman, Levy, Lluvia, Fried e Doranbolt. Natsu come compagno per l'esame sceglie Happy. Giunti sull'isola, Natsu come prima prova deve affrontare uno dei maghi di classe S della gilda, egli s'imbatte in Gildarts, il più potente mago della gilda. |                        |                   |                        |
| 25 | 17 febbraio 2011 | ISBN 978-4-06-384442-9 | 2 aprile 2012     | ISBN 978-88-6420-306-5 |
| 25 | Capitoli - 205. Natsu vs. Gildarts (ナツvs.ギルダーツ?, Natsu vs. Girudātsu) - 206. Per proseguire su questa strada (この道を進む為に?, Kono michi o susumu tame ni) - 207. Mest (メスト?, Mesuto) - 208. Il predatore di morte (死の捕食?, Shi no hoshoku) - 209. Lo stregone nero (黒魔道士?, Kuro madōshi) - 210. Stupido Gajil (ガジルのバカ?, Gajiru no baka) - 211. Kawazu e Yomazu (カワズとヨマズ?, Kawazu to Yomazu) - 212. Uno spirito di ferro (鉄の魂?, Tetsu no tamashii) - 213. Un membro del Clan dei sette del Purgatorio (七眷属の一人?, Nana kenzoku no hitori) |                        |                   |                        |
| 25 | Trama Natsu inizia a combattere contro Gildarts, ma dopo che quest'ultimo mostra la sua vera potenza, Natsu spaventato si dichiara sconfitto ma Gildarts decide di farlo passare perché egli ha capito che bisogna avere paura per capire i pericoli. Dopo che la prima prova è stata portata a termine, l'esame viene interrotto dalla gilda oscura Grimoire Heart guidata da Hades, un tempo il secondo master di Fairy Tail alla ricerca di Zeref, che vive da 400 anni su quell'isola. Gajil è infortunato dopo aver combattuto due delle forze di Grimoire Heart, mentre Wendy e Doranbalt, vengono attaccati da Azuma, membro del Clan dei sette del Purgatorio, il gruppo più forte della gilda oscura. |                        |                   |                        |
| 26 | 15 aprile 2011 | ISBN 978-4-06-384473-3 | 3 luglio 2012     | ISBN 978-88-6420-338-6 |
| 26 | Capitoli - 214. La mossa di Makarov (進撃のマカロフ?, Shingeki no Makarofu) - 215. Makarov vs. Hades (マカロフはハーデスを対?, Makarofu vs. Hadesu) - 216. La quintessenza della magia (魔法の本質?, Madō no shinzui) - 217. La magia perduta (マジックロスト?, Rosuto Magikku) - 218. Drago di fuoco vs. dio del fuoco (火竜vs.炎神?, Karyū vs. enjin) - 219. La fiamma abbagliante del dio drago (竜神の煌炎?, Ryūjin no kōen) - 220. Le sorelle fate (妖精姉妹?, Yōsei shimai) - 221. Il mondo superiore della magia (大魔法世界?, Dai mahō sekai) - 222. L'arco della materializzazione (具現のアーク?, Gugen no āku) |                        |                   |                        |
| 26 | Trama Makarov cerca di sconfiggere Hades, ma viene sconfitto lasciando il resto di Fairy Tail ad affrontare le forze di Grimoire Heart, che rivelano il piano della loro gilda per risvegliare il potere di Zeref per creare un nuovo mondo dove possono sopravvivere solo maghi e anche di annientare la popolazione umana. Natsu sconfigge Zancrow dei sette del Purgatorio, ma Mira Jane e Lisana sono sconfitte da Azuma ed Elfman ed Evergreen da Rustyrose. Nel frattempo, Urrutia Milkovich, leader dei sette, cattura Zeref. |                        |                   |                        |
| 27 | 17 giugno 2011 | ISBN 978-4-06-384502-0 | 3 settembre 2012  | ISBN 978-88-6420-399-7 |
| 27 | Capitoli - 223. Il portale degli umani (人間の扉?, Ningen no tobira) - 224. L'ambizione di Zoldio (ゾルディオの野望?, Zorudio no yabō) - 225. Germogli (綻び?, Hokorobi) - 226. La maledizione dell'ora del bue (丑の刻参り?, Ushi no koku mairi) - 227. Lucy Fire (ルーシィファイア?, Rūshī Faia) - 228. La tredicesima vittima bagnata dalla pioggia (13の女は雨に濡れて?, Jū-san no on'na wa ame ni nurete) - 229. Disperazione senza via d'uscita (絶望の袋小路?, Zetsubō no fukurokōji) - 230. Lacrime d'amore e voglia di vivere (愛と活力の涙?, Ai to katsuryoku no namida) |                        |                   |                        |
| 27 | Trama Gray e Loki incontrano Lucy e Kana ma vengono attaccati da Capricorn, un membro del Clan dei sette del Purgatorio di Grimoire Heart. Gray, Lucy e Kana lasciano combattere Loki e successivamente Gray, Lucy e Kana si dividono. Lucy viene ingannata da Kana perché quest'ultima voleva a tutti costi trovare la tomba del primo master completando la seconda prova. Lucy viene addormentata e viene trovata da Hikaru, membro dei 7 e inizia a combattere. Lucy senza che si rende conto, arriva nel luogo d'incontro tra Natsu e Urrutia. Lucy e Natsu sconfiggono Hikaru. In seguito si riuniscono a Wendy e Charle. Elsa affronta insieme a Lluvia uno del Clan dei sette del Purgatorio: Meredy. Non appena Meredy afferma la propria intenzione di uccidere Gray, Lluvia scatena una forza spaventosa sbalordendo Elsa e facendole capire che il suo vero potere deriva dall'amore per Gray. |                        |                   |                        |
| 28 | 17 agosto 2011 | ISBN 978-4-06-384533-4 | 3 ottobre 2012    | ISBN 978-88-6420-451-2 |
| 28 | Capitoli - 231. L'uomo che pone la parola fine (終わらせる者?, Owaraserumono) - 232. Parole non dette (言えなかった一言?, Ienakatta hitokoto) - 233. Fairy Glitter (妖精の輝き?, Fearī Guritta) - 234. Il ragazzo che osserva il mare (海を見つめる少年?, Umi o mitsumeru shōnen) - 235. L'albero Tenro (天狼樹?, Tenrō-ju) - 236. Elsa vs. Azuma (エルザ ｖｓ. アズマ?, Eruza vs. Azuma) - 237. Che razza di gilda! (なんてギルドだ?, Nante girudo da) - 238. "AT ONE TIME" (ａｔ ｏｎｅ ｔｉｍｅ?, "at one time") - 239. Un gelido spirito combattivo (凍える闘志?, Kogoeru tōshi) |                        |                   |                        |
| 28 | Trama Il gruppo di Natsu viene attaccato da Bluenote, secondo capo della gilda oscura, ma vengono salvati da Gildarts. Elsa incontra il membro più forte dei nove: Azuma che distrugge l'albero dell'isola annullando i poteri a tutti i membri di Fairy Tail tranne a Elsa perché vuole combattere contro di lei al massimo. Dopo un duro scontro, Elsa sconfigge Azuma grazie ai sentimenti per tutti i membri della gilda, mentre Gildarts sconfigge Bluenote. Nel frattempo, Gray inizia a combattere contro Urrutia. |                        |                   |                        |
| 29 | 17 ottobre 2011 | ISBN 978-4-06-384563-1 | 3 dicembre 2012   | ISBN 978-88-6420-649-3 |
| 29 | Capitoli - 240. Gray vs. Urrutia (グレイ ｖｓ. ウルティア?, Gurei vs. Urutia) - 241. Il potere della vita ("生"なる力?, "Sei" naru chikara) - 242. Acnologia (アクノロギア?, Akunorogia) - 243. Errori ed esperienza (過ちと経験?, Ayamachi to keiken) - 244. Boato di tuono (雷鳴響く?, Raimei hibiku) - 245. L'uomo senza tatuaggio (紋章を刻まぬ男?, Monshō o kizamanu otoko) - 246. I confini degli abissi (深淵の領域?, Shin'en no ryōiki) - 247. Così vicini (こんなに近くにいる?, Konna ni chikaku ni iru) - 248. L'alba sull'isola Tenro (暁の天狼島?, Akatsuki no Tenrō-jima) |                        |                   |                        |
| 29 | Trama Urrutia intende usare la potenza di Zeref per vendicarsi di sua madre Ur per averla abbandonata. Durante la battaglia con Gray, Urrutia arriva a capire e accettare l'amore di sua madre. Gray sconfigge Urrutia e si unisce ad Elsa, Natsu, Lucy e Wendy per affrontare Hades. Nonostante combattano a piena forza e assistiti dal ritorno di Luxus, il potere di Hades continua ad aumentare fino al punto di diventare invincibile. Tuttavia, Happy, Charle e Panther Lily riescono a trovare e distruggere la macchina che da ad Hades il suo potere magico. Con Hades indebolito e l'albero Sirius distrutto ristabilito da Urrutia, i maghi di Fairy Tail sconfiggono Hades. |                        |                   |                        |
| 30 | 16 dicembre 2011 | ISBN 978-4-06-384597-6 | 2 gennaio 2013    | ISBN 978-88-6420-478-9 |
| 30 | Capitoli - 249. La magia è viva (魔法は生きている?, Mahō wa ikiteiru) - 250. Il risveglio di Zeref (ゼレフ覚醒?, Zerefu kakusei) - 251. Il diritto di volerti bene (愛する資格?, Ai suru shikaku) - 252. Ragazzini pestiferi e orgogliosi (誇り高きクソガキどもへ?, Hokori takaki kungakidomo e) - 253. Diamoci la mano (手をつなごう?, Te o tsunagō) - 254. Anno X791 - Fairy Tail (X791年・妖精の尻尾(フェアリーテイル)?, X791-nen Fearī Teiru) - 255. Fairy Sphere (妖精の球(フェアリースフィア)?, Fearī Sufia) - 256. Il vuoto di sette anni (空白の７年?, Kūhaku no 7-nen) - 257. Sette anni per un padre (父親の７年?, Chichioya no 7-nen) |                        |                   |                        |
| 30 | Trama Ad Hades è permesso di lasciare l'isola, ma viene ucciso da Zeref. Altrove, Urrutia cerca di uccidersi per espiare le sue azioni passate, ma Meredy la salva e decidono di vivere insieme. Sull'isola, i membri di Fairy Tail festeggiano la loro vittoria contro Grimoire Heart mentre Makarov sospende l'esame e Kana rivela a Gildarts di essere sua figlia. Improvvisamente appare il drago Acnologia, che distrugge l'isola e causa la sparizione dei membri di Fairy Tail li presenti. Sette anni dopo, il resto della gilda di Fairy Tail è caduto in rovina, diventando la gilda più debole di Fiore. Tuttavia, i membri mancanti tornano, essendo stati protetti dall'incantesimo dello spirito della prima master Mavis. La gilda celebra il loro ritorno mentre Lucy scopre che suo padre è morto. |                        |                   |                        |
| 31 | 17 febbraio 2012 | ISBN 978-4-06-384628-7 | 2 aprile 2013     | ISBN 978-88-6420-588-5 |
| 31 | Capitoli - 258. Sabertooth (剣咬の虎-セイバートゥ?, Seibā Tūsu) - 259. Polyushika (ポーリュシカ?, Pōryushika) - 260. Punteremo più in alto (そしてオレたちは頂上を目指す?, Soshite ore-tachi wa chōjō o mezasu) - 261. La magia prima (なる魔法?, Ichinaru mahō) - 262. La canzone delle stelle (星々の歌?, Hoshiboshi no uta) - 263. Crime Sorcière ((魔女の罪(クリムソルシエール?, Kurimu Sorushiēru) - 264. Solo il tempo di passarsi accanto (すれ違った時間の分だけ?, Surechigatta jikan no bundake) - 265. La capitale fiorita: Crocus (花咲く都・クロッカス?, Hanasaku miyako Kurokasu) - 266. Sky Labyrinth (空中迷宮（スカイラビリンス?, Sukai Rabirinsu) |                        |                   |                        |
| 31 | Trama I membri mancanti di Fairy Tail scoprono che il posto di gilda più forte del paese è stato preso dalla gilda Sabertooth, che include anche i due Dragon Slayer Sting Eucliffe e Rogue Cheney. Decidono così di prendere parte all'annuale Gran Palio della Magia, in modo da dimostrare che sono ancora i migliori. Natsu e gli altri decidono trascorrere i tre mesi prima della competizione ad allenarsi, ma Virgo li invita nel mondo degli spiriti stellari per festeggiare il loro ritorno. Tornati ad Earthland scoprono che il tempo scorre diversamente dal mondo degli spiriti stellari e che le gare sarebbero quindi iniziate a breve. Tuttavia, poco dopo incontrano Gerard, Urrutia e Meredy, i quali hanno formato un gilda indipendente di nome Crime Sorcière per estirpare la minaccia di Zeref. Grazie ad una magia di Urrutia, i maghi di Fairy Tail aumentano il loro potere magico. Natsu, Gray, Elsa, Lucy e Wendy formano il proprio team per il torneo, ma Wendy sparisce misteriosamente prima dell'evento preliminare destinato a restringere il torneo fino a otto squadre. Dopo che Elfman sostituisce Wendy, i cinque passano le eliminatorie per un soffio posizionandosi ultimi. |                        |                   |                        |
| 32 | 17 aprile 2012 | ISBN 978-4-06-384654-6 | 2 maggio 2013     | ISBN 978-88-6420-593-9 |
| 32 | Capitoli - 267. La nuova gilda (新規ギルド?, Shinki girudo) - 268. Attacco speciale: la squadra B (特攻野郎Bチーム?, Tokkō yarō Bī-Chīmu) - 269. Scomparite nel silenzio (消えよ 静寂の中に?, Kieyo, shijima no naka ni) - 270. In una notte di stelle cadenti (星降ル夜ニ?, Hoshi furu yoru ni) - 271. Lucy vs. Flare (ルーシィvs.フレア?, Rūshi vs. Furea) - 272. Orgoglio sconfitto (気高き敗北者?, Kedakaki haibokusha) - 273. Orga, il fulmine nero (黒雷のオルガ?, Kurorai no Oruga) - 274. Un cattivo presagio (凶瑞?, Kyōzui) |                        |                   |                        |
| 32 | Trama Oltre a Fairy Tail, tra le gilde che partecipano al torneo c'è Raven Tail, una gilda guidata dal figlio di Makarov, Ewan. Le altre sono Lamia Scale, Blue Pegasus, Mermaid Heel, Quattro Cerberus e una seconda squadra di Fairy Tail composta da Gajil, Luxus, Lluvia, Mira Jane e Gerard travestito da Mist Gun. Gray partecipa al gioco della prima giornata del torneo, ma subisce una sconfitta umiliante per mano di Nullpudding di Raven Tail e di Rufus Lore di Sabertooth. Nella fase delle sfide dirette, Lucy combatte contro Flare Corona di Raven Tail, ma viene sconfitta rimanendo privata del suo potere magico dal compagno di squadra di Flare, Obra. Gerard combatte contro Jura, ma Urrutia lo costringe a perdere la partita con la magia sensoriale di Meredy per impedirgli di esporre al pubblico la sua vera identità. Nel frattempo, Charle sperimenta una misteriosa visione che coinvolge la completa distruzione del palazzo reale di Crocus. |                        |                   |                        |
| 33 | 15 giugno 2012 | ISBN 978-4-06-384686-7 | 3 luglio 2013     | ISBN 978-88-6420-594-6 |
| 33 | Capitoli - 275. Il falco ubriaco (酔いの鷹?, Yoi no taka) - 276. Carri da guerra (戦車?, Chariotto) - 277. Calzini (くつ下?, Kutsushita) - 278. Elfman vs. Baccus (エルフマンvs.バッカス?, Erufuman vs. Bakkasu) - 279. La porta che si cela nelle tenebre (暗闇に潜む扉?, Kuroyami ni hisomu tobira) - 280. Kagura vs. Yukino (カグラvs.ユキノ?, Kagura vs. Yukino) - 281. Odio avvolto dal velo della notte (怨みは夜の帳に包まれて?, Urami wa yoru no tobari ni tsutsumarete) - 282. Dieci più due chiavi (十の鍵と二の鍵?, Jū no kagi to ni no kagi) |                        |                   |                        |
| 33 | Trama Il secondo giorno del palio inizia con una corsa in cima a un treno di carri in movimento. Baccus dei Quattro Cerberos vince la gara, mentre Sting arriva ultimo dietro a Natsu e Gajil. Elfman e Mira Jane sconfiggono i rispettivi avversari, Bacchus Glowe di Quattro Cerberus e Jenny Realight da Blue Pegasus, nella fase delle sfide dirette. Mentre si svolgono i combattimenti, Natsu ferma un gruppo di mercenari che cercano di rapire Wendy, confondendola per Lucy. Fairy Tail pensa che sia opera di Raven Tail, ma il sequestro è stato commissionato dal capitano dell'esercito reale Arcadios, che intende usare le dodici chiavi dello zodiaco, di cui dieci sono in possesso di Lucy, come parte del piano Eclissi, un complotto che coinvolge Zeref. Yukino Aguria, maga degli spiriti stellari di Sabertooth, cerca di affidare le sue due chiavi d'oro a Lucy, la quale rifiuta l'offerta. Dopo esser venuto a conoscenza dell'umiliante espulsione di Yukino da Sabertooth per aver perso contro Kagura Mikazuchi di Mermaid Heel, Natsu affronta il master di Sabertooth Jiemma. |                        |                   |                        |
| 34 | 17 agosto 2012 | ISBN 978-4-06-384719-2 | 4 settembre 2013  | ISBN 978-88-6420-631-8 |
| 34 | Capitoli - 283. Natsu vs. i Sabertooth (ナツ vs. 剣咬の虎?, Natsu vs. Seibātūsu) - 284. Pandemonio (伏魔殿?, Pandemoniumu) - 285. MPF (魔力测定器?, Majikku Pawa Faindā) - 286. Luxus vs. Alexey (ラクサス vs. アレクセイ?, Rakusasu vs. Arekusei) - 287. La vera famiglia (本当の家族?, Hontō no kazoku) - 288. Wendy vs. Sheria (ウェンディ vs. シェリア?, Wendi vs. Sheria) - 289. A piccoli pugni (小さな拳?, Chiisana kobushi) - 290. La notte in cui si affollano i sentimenti (想いが交差する夜?, Omoi ga kōsa suru yoru) - 291. Battaglia navale (海戦?, Nabaru Batoru) |                        |                   |                        |
| 34 | Trama Minerva, la figlia di Jiemma, prende in ostaggio Happy e offre a Natsu di risolvere la controversia nel torneo; il ragazzo accetta quindi la proposta. Durante il terzo giorno del palio, Elsa sconfigge da sola 100 mostri, mentre Luxus combatte contro Alexey di Raven Tail, che in realtà è suo padre Ewan travestito. Rifiutando l'offerta di Ewan di aiutare Raven Tail, Luxus sconfigge suo padre e gli altri membri della gilda, rendendo evidente la violazione del regolamento e facendo così squalificare Raven Tail dal torneo. Durante il duello di Wendy contro Sheria Brendy di Lamia Scale, Gerard rileva una presenza simile a Zeref nell'arena e sospetta che Sheria sia la fonte. I suoi sospetti sono vanificati dal pareggio dello scontro e va a cercare la fonte reale, ma è confrontato da Lahar e Doranbalt. Yajima interviene e assicura il rilascio di Gerard, ma il suo volto è esposto a Kagura e Miriana, che tramano di vendicarsi su di lui. Il giorno seguente, nel gioco "Battaglia navale" Minerva sconfigge Lucy. |                        |                   |                        |
| 35 | 16 novembre 2012 | ISBN 978-4-06-384765-9 | 3 ottobre 2013    | ISBN 978-88-6420-718-6 |
| 35 | Capitoli - 292. Sentimenti uniti (想いを一つに?, Omoi o hitotsu ni) - 293. Un parfum dedicato a te (君に捧げる香り?, Kimi ni sasageru Parufamu) - 294. La battaglia dei Dragon Slayer (バトル・オブ・ドラゴンスレイヤー?, Batoru obu Doragon Sureiyā) - 295. Sting e Lector (スティングとレクター?, Sutingu to Rekutā) - 296. Natsu vs. i draghi gemelli (ナツ vs. 双竜?, Natsu vs. sōryū) - 297. Il volto di quella ragazza (その時見た少女の顔は?, Sono toki mita shōjo no kao wa) - 298. Batticuore - La terra dei draghi estinti (ドキドキ・リュウゼツランド?, Dokidoki Ryūzetsu Rando) - 299. In viaggio da solo (一人旅?, Hitoritabi) |                        |                   |                        |
| 35 | Trama Data la squalifica dei Raven Tail, le due squadre di Fairy Tail si combinano in un unico team composto da Natsu, Gajil, Gray, Elsa e Luxus, in modo da poter fare gli abbinamenti corretti per la seconda fase della quarta giornata. Natsu e Gajil combattono contro Sting e Rogue, che li sovrastavano grazie al loro potere magico raddoppiato. Determinato per adempiere la sua promessa al suo amico Exceed Lector di sconfiggere Natsu, Sting attiva la Dragon Force e combatte sia lui che Gajil da solo. Distrugge l'arena nel processo, ma Natsu e Gajil sono in gran parte inalterati dai suoi attacchi. Dopo aver fatto uscire dall'arena Gajil, Natsu sconfigge singolarmente Sting e Rogue, permettendo a Fairy Tail di guadagnarsi il primo posto nel torneo. Nel frattempo, Gajil scopre un cimitero di draghi sotto l'arena, mentre Gerard scopre la fonte del potere magico: una giovane ragazza con cappuccio. |                        |                   |                        |
| 36 | 15 febbraio 2013 | ISBN 978-4-06-384810-6 | 4 dicembre 2013   | ISBN 978-88-6420-802-2 |
| 36 | Capitoli - 300. Dove riposano le anime dei draghi (竜の魂 眠る場所?, Ryū no tamashii nemuru basho) - 301. Il re drago (竜の王?, Ryū no ō) - 302. Il piano Eclissi (エクリプス計画?, Ekuripusu keikaku) - 303. Strategia bifronte (二正面作戦?, Nishōmen sakusen) - 304. Il Gran Palio della Magia (大魔闘演武?, Daimatōenbu) - 305. Il generale delle fate (妖精軍師?, Yōsei gunshi) - 306. Gray vs. Rufus (グレイ vs. ルーファス?, Gurei vs. Rūfasu) - 307. L'armata dei lupi affamati (餓狼騎士団?, Garō kishidan) - 308. Fairy Tail vs. i giustizieri (FT vs. 処刑人?, Fearī Teiru vs. shokeinin) |                        |                   |                        |
| 36 | Trama Gajil porta Natsu e i suoi amici al cimitero dei draghi, dove Acnologia uccise diversi draghi 400 anni prima durante una guerra tra draghi e umani, prima di diventare un drago egli stesso. Utilizzando uno dei suoi incantesimi, Wendy e gli altri apprendono di Acnologia dallo spirito del drago Zirconis. Arcadios e Yukino appaiono e rivelano che lo scopo del piano Eclissi è di viaggiare indietro nel tempo per uccidere Zeref nella sua forma mortale. Tuttavia, il ministro della difesa di Fiore Darton si oppone a questo piano e cattura Arcadios, Yukino e Lucy. La giornata finale del Gran Palio della magia ha quindi inizio e vede come unica competizione una battaglia totale tra le gilde partecipanti. Lluvia prende il posto di Natsu nella squadra mentre lui, Wendy, Mira Jane, Happy, Charle e Panther Lily si recano a salvare Lucy e Yukino. Quando Giada E. Fiore, la principessa del regno, scopre la presenza dei maghi, li condanna a morte per mano dell'armata dei lupi famelici, un'unità di esecuzione. |                        |                   |                        |
| 37 | 17 aprile 2013 | ISBN 978-4-06-384845-8 | 2 gennaio 2014    | ISBN 978-88-6420-862-6 |
| 37 | Capitoli - 309. La terra brucia (燃える大地?, Moeru daichi) - 310. Il luogo in cui ci troviamo (オレたちのいる国（ばしょ）?, Ore-tachi no iru basho) - 311. L'ultimo giorno del regno (明日までの国?, Ashita made no kuni) - 312. Threesome (Threesomes?) - 313. La posizione dei dominatori (王者のシナリオ?, Ōja no shinario) - 314. Elsa vs. Kagura (エルザ vs. カグラ?, Eruza vs. Kagura) - 315. Rosemary (ローズマリー?, Rōzumarī) - 316. Un futuro di disperazione (絶望へ加速する未来?, Zetsubō e kasoku suru mirai) - 317. La rana (カエル?, Kaeru) |                        |                   |                        |
| 37 | Trama Dopo aver sconfitto l'armata dei lupi famelici, i maghi di Fairy Tail incontrano la ragazza incappucciata, che si rivela essere una controparte futura di Lucy giunta tramite l'Eclissi. Darton affronta Giada, ritenendola l'ideatrice del piano Eclipse e colei che ha mandato i maghi di Fairy Tail a salvare Arcadios. Giada rivela un nuovo piano di salvataggio del paese, essendo stata avvertita da un viaggiatore del futuro che 10 000 draghi devasteranno il regno il 7 luglio. Intanto, Elsa si impegna a combattere con Minerva e Kagura. Kagura vuole vendicarsi su Gerard per la morte di suo fratello Shimon, ma Elsa si assume la responsabilità della sua morte e salva la spadaccina da una maceria che stava per schiacciarla. Kagura ricorda di essere stata salvata similmente da Elsa in passato e tenta di arrendersi, ma viene attaccata e sconfitta da Minerva. Nel frattempo, Gajil affronta Rogue, la cui ombra acquista vita e gli ordina di uccidere il suo avversario. |                        |                   |                        |
| 38 | 17 giugno 2013 | ISBN 978-4-06-384876-2 | 4 giugno 2014     | ISBN 978-88-6420-928-9 |
| 38 | Capitoli - 318. Gajil vs. Rogue (ガジル vs. ローグ?, Gajiru vs. Rōgu) - 319. Il cavaliere bianco (白き騎士?, Shiroki kishi) - 320. Fulmine vertiginoso (激雷?, Gekirai) - 321. Luxus vs. Jura (ラクサスvs.ジュラ?, Rakusasu vs. Jura) - 322. Gloria (栄光!?, Guroria!) - 323. Ombre che vanno, ombre che vengono (ゆきて帰りし影?, Yukite kaerishi kage) - 324. La persona che chiude il portale (扉を閉める者?, Tobira o shimeru mono) - 325. Solidarietà! (団結！！！！?, Danketsu!!!!) |                        |                   |                        |
| 38 | Trama Gajil sconfigge Rogue dopo averne assimilato l'abilità magica mangiando la sua ombra, mentre Elsa sconfigge Minerva. Jura sconfigge facilmente Orga prima di essere sconfitto a sua volta da Luxus. Sting rimane l'ultimo avversario di Fairy Tail, ma non riesce a combatterli e cede la vittoria a Fairy Tail. Nel frattempo, Lucy e gli altri combattono contro l'esercito. Tuttavia, la loro battaglia viene presto interrotta da Rogue del futuro, che usa le sue ombre per sconfiggere l'esercito. Dopo aver rivelato di essere il consigliere di Giada, Rogue dice che il portale Eclissi può essere usato come un'arma capace di sconfiggere i 10 000 draghi in arrivo. Rogue prevede che Lucy interferirà con l'apertura del cancello e la Lucy del futuro si sacrifica per proteggere il suo sé attuale. Natsu combatte contro il Rogue del futuro, mentre, determinata per salvare il regno, Giada ordina che l'Eclissi venga aperto. Le gilde partecipanti vengono informate dal re di Fiore, Toma E. Fiore, sull'invasione dei 10 000 draghi prima dell'apertura di Eclissi. |                        |                   |                        |
| 39 | 16 agosto 2013 | ISBN 978-4-06-394908-7 | 2 settembre 2014  | ISBN 978-88-6920-054-0 |
| 39 | Capitoli - 326. Natsu vs. Rogue (ナツvs.ローグ?, Natsu vs. Rōgu) - 327. Per me stessa (あたしの分まで?, Atashi no bun made) - 328. Zodiac (ゾディアック?, Zodiakku) - 329. Seven Dragons (七ドラゴンズ?, Sebun Doragon) - 330. L'incantesimo di Zirconis (ジルコニスの魔法?, Jirukonisu no mahō) - 331. La strategia di Natsu (ナツの作戦?, Natsu no sakusen) - 332. Ali di fuoro (ファイアバード?, Faiabādo) - 333. Uomini contro uomini, draghi contro draghi, uomini contro draghi (人と人、竜と竜、人と竜?, Hito to hito, ryū to ryū, hito to ryū) - 334. Colpevoli e vittime (罪と犠牲?, Tsumi to gisei) - 335. Il tempo di una vita (命の時間?, Inoichi no jikan) |                        |                   |                        |
| 39 | Trama Lucy scopre che l'Eclissi non può essere affatto anche un'arma e che il Rogue del futuro ha sabotato l'Eclissi per far giungere i draghi da 400 anni nel passato. Lucy e Yukino convocano i dodici spiriti dello Zodiaco, che chiudono con successo Eclissi, ma sette draghi riescono ad arrivare nel presente. Il Rogue del futuro intende controllare i draghi e sconfiggere Acnologia, divenendo così il nuovo re drago. Natsu convoca i Dragon Slayer, incluso Cobra (rilasciato da Doranbalt su richiesta di Gerard), per combattere i draghi mentre riprende il suo duello con Rogue. Nel frattempo, Urrutia considera di uccidere Rogue per impedirgli di essere corrotto in futuro. Pensando di non essere degna di vivere per aver avuto tali pensieri, Urrutia utilizza l'incantesimo Last Ages al costo del tempo che le rimane da vivere con l'intento di invertire il tempo prima del momento in cui viene aperto l'Eclissi. Nonostante il tempo si riavvolga indietro soltanto di un minuto, la sua magia salva la vita di coloro che sono stati uccisi in quel lasso di tempo, incluso Gray. |                        |                   |                        |
| 40 | 17 ottobre 2013 | ISBN 978-4-06-394941-4 | 3 dicembre 2014   | ISBN 978-88-6920-187-5 |
| 40 | Capitoli - 336. Vivere il presente con tutte le proprie forze (今日を全力で生きる為に?, Kyō o zenryoku de ikiru tameni) - 337. La prateria d'oro (黄金の草原?, Ōgon no sōgen) - 338. Il gran ballo (大舞踊演舞?, Dai buyō enbu) - 339. La rugiada del tempo (星霜の雫?, Seisō no shizuku) - 340. Regalo (贈り物?, Okurimono) - 341. L'alba di una nuova avventura (新たな冒険の朝?, Aratana bōken no asa) - 342. Warrod Sequen (ウォーロッド・シーケン?, Wōroddo Shīken) - 343. I cacciatori di tesori (トレジャーハンター?, Torejā hantā) - 344. Maghi vs. cacciatori (魔導士vs.ハンター?, Madōshi vs. hantā) |                        |                   |                        |
| 40 | Trama Alleandosi con il drago Atlas Flame, Natsu sconfigge il Rogue del futuro e distrugge Eclissi. Con la scomparsa del portale, Rogue, i draghi e il corpo di Lucy del futuro fanno ritorno nei rispettivi periodi temporali. Le gilde festeggiano la vittoria nel sontuoso palazzo reale, dove Sabertooth e Fairy Tail fanno pace. Nel frattempo, Gerard e Meredy ricevono una lettera da una donna anziana, nella quale si racconta del sacrificio di Urrutia, ignorando che la donna sia in realtà la loro compagna di gilda, invecchiata a causa del suo incantesimo. Terminato i festeggiamenti, i maghi del Fairy Tail fanno ritorno a Magnolia e trovano la vecchia sede della loro gilda completamente restaurata dai cittadini. Mavis incontra Zeref, che intende uccidere l'umanità per evitare altri conflitti. Il giorno successivo, Natsu e Gray ricevono una richiesta da parte di Warrod Sequen, uno dei dieci maghi sacri e uno dei fondatori di Fairy Tail, per salvare un villaggio di giganti chiamato Villaggio del Sole, che è stato completamente congelato. Si scontrano poi con una gilda di cacciatori di tesori, Sylph Labyrinth, che sono in possesso delle gocce di luna, una magia in grado di sciogliere qualunque tipo di ghiaccio. Sfortunatamente la fiala si rompe e si scopre che le gocce non sarebbero bastate a salvare il villaggio. |                        |                   |                        |
| 41 | 17 dicembre 2013 | ISBN 978-4-06-394982-7 | 3 marzo 2015      | ISBN 978-88-6920-280-3 |
| 41 | Capitoli - 345. La voce di qualcuno (誰かの声?, Dareka no koe) - 346. La tecnica della regressione (退化ノ法?, Taika no hō) - 347. La rossa, l'azzurra e la bionda si battono! (赤・青・金髪 大激闘?, Aka, ao, kinpatsu, daigekitō) - 348. Il ritorno del demone (悪魔回帰?, Akuma kaiki) - 349. Il demone Doriate (悪魔のドリアーテ?, Akuma no Doriāte) - 350. Gray VS. Doriate (グレイ vs. ドリアーテ?, Gurei vs. Doriāte) - 351. Il fuoco perenne (永遠の炎?, Eien no honō) - 352. La voce del fuoco (炎の声?, Honō no koe) - 353. Scacciademoni (悪魔祓い?, Akuma harai) |                        |                   |                        |
| 41 | Trama Natsu, seguendo una voce, si scontra con un membro di Succubs Eye, una gilda oscura, che lo fa ritornare piccolo esattamente come successo poco prima ad Elsa. Si scopre che è un effetto aggiuntivo alla "magia di regressione" (un tipo di magia che riduce la magia totale di una persona). Elsa incontra Minerva scoprendo che quest'ultima si è unita a Succubus Eye, e anche lei diventa bambina. Dopo che Gray sconfigge il demone Doriate, tutti tornano alla loro età. Natsu affronta una strana creatura con un occhio solo e successivamente risveglia la fiamma eterna del villaggio che si scopre essere il Drago Atlas Flame. Quest'ultimo felice di rivedere Natsu gli spiega che egli è morto e che il villaggio è stato congelato da un Devil Slayer e gli spiega che Igneel in passato ha cercato di fermare E.N.D. Dopo aver rivelato tutto scongela il villaggio e scompare. |                        |                   |                        |
| 42 | 17 marzo 2014 | ISBN 978-4-06-395009-0 | 2 maggio 2015     | ISBN 978-88-6920-352-7 |
| 42 | Capitoli - 354. Kyoka (キョウカ?, Kyōka) - 355. Song of the fairies (Song of the Fairies?, Songu obu za Fearī) - 356. La saga di Tartaros (prologo) (冥府の門編 【序章】?, Tarutarosu-hen (joshō)) - 357. I Nove Portali Demoniaci (九鬼門?, Kyūkimon) - 358. Particelle antimagia (魔障粒子?, Mashō ryūshi) - 359. Fairy Tail contro l'inferno (妖精 対 冥府?, Yōsei tai meifu) - 360. Il patrimonio bianco (白き遺産?, Shiroki isan) - 361. Le due bombe (二つの爆弾?, Futatsu no bakudan) |                        |                   |                        |
| 42 | Trama Tornati a casa, Natsu e gli altri cercano di trovare qualcosa a proposito di E.N.D. e scoprono che è il demone più potente creato da Zeref. Poco dopo giungono Jet e Droy ad avvertirli che tutti i membri del Concilio sono stati uccisi dalla gilda oscura Tartaros. Laxus, Bixlow, Fried, Evergreen e Yajima vengono attaccati e sconfitti da un membro di Tartaros e avvelenati, ma riescono a sopravvivere, Natsu infuriato dice a Makarov che quest'azione è una dichiarazione di guerra. Natsu insieme a Lucy e Wendy raggiungono la casa dell'ex membro del consiglio, Michelo e il quale lo informano sui dettagli. Poco dopo vengono attaccati da Jackal, membro di Tartaros che ha ucciso tutti i membri del consiglio. |                        |                   |                        |
| 43 | 16 maggio 2014 | ISBN 978-4-06-395077-9 | 5 agosto 2015     | ISBN 978-88-6920-440-1 |
| 43 | Capitoli - 362. Natsu VS. Jackal (ナツ vs. ジャッカル?, Natsu vs. Jakkaru) - 363. Racconti da demoni (悪魔の詠む物語?, Akuma no yomu monogatari) - 364. La saga di Tartaros - 1ª parte: Corruttori e corrotti (編 【一章：背徳と罪人】?, Tarutarosu-hen (Isshō: haitoku to zainin)) - 365. Fairy in the jail (FAIRY IN THE JAIL?, Fearī In Za Jeiru) - 366. Mille anime (魂1000個?, Tamashii issen-kon) - 367. Gerard VS. Oracion Seis (ジェラール vs. オラシオンセイス?, Jerāru vs. Orashion Seisu) - 368. La terza chiave (3つ目の封印?, Mittsume no fūin) - 369. Il destino delle preghiere (祈りが届く場所?, Inori ga todoku basho) |                        |                   |                        |
| 43 | Trama Natsu inizia a combattere contro Jackal, all'inizio viene sconfitto ma dopo aver liberato Lucy da una sua trappola lo sconfigge. Michello racconta alla gilda che Tartaros sta uccidendo membri del consiglio legati magicamente a Face, una bomba ad impulsi in grado di neutralizzare la magia di Fiore. Per individuare Face, Elsa e Mirajane visitano l'ex presidente Crawford Theme, che rivela la sua fedeltà a Tartaros e le cattura entrambe. Natsu scopre il tradimento di Crawford e segue il suo profumo nella base volante di Tartaro, Cube, ma viene catturato. Crawford individua Gerard, l'ultimo consigliere necessario per attivare Face, che sta combattendo contro l'Oración Seis. Crawford acquisisce il sigillo di Gerard prima di essere ucciso da Kyōka, attivando Face. Nel frattempo, Elfman e Lisanna incontrano il demone Seilah, che usa il suo potere per minacciare la vita di Lisanna e manipolare Elfman nel piantare una bomba nel cortile di Fairy Tail. |                        |                   |                        |
| 44 | 17 luglio 2014 | ISBN 978-4-06-395124-0 | 2 dicembre 2015   | ISBN 978-88-6920-586-6 |
| 44 | Capitoli - 370. Rigenerazione demoniaca (悪魔転生?, Akuma tensei) - 371. La saga di Tartaros - 2ª parte: Il canto del Drago Celeste (冥府の門（タルタロス）編【二章：天竜の歌】?, Tarutarosu-hen (Nishō: tenryū no uta)) - 372. La breccia (突破口?, Toppakō) - 373. Uccidere o lasciare in vita (生かすか殺すか?, Ikasu ka korosu ka) - 374. Revolution (レボリューション?, Reboryūshon) - 375. Fenomeni soprannaturali (怪力乱神?, Kairyoku ranshin) - 376. Wendy VS. Ezel (ウェンディ vs. エゼル?, Wendi vs. Ezeru) - 377. L'ira del Drago Celeste (天竜の逆鱗?, Tenryū no gekirin) - 378. Amiche per sempre (友達になろう?, Tomodachi ni narou) |                        |                   |                        |
| 44 | Trama Cana sigilla i suoi compagni di gilda e lei stessa per sfuggire alla distruzione del palazzo. Happy, Carla e Panther Lily portano la gilda al Cube, dove i maghi cominciano l'assalto. Natsu e Lisanna fuggono e liberano Elsa, che combatte Kyôka e rompe il Cube, dando accesso al suo interno nella gilda. Lucy e Wendy scoprono la posizione di Face e si riorganizzano con Natsu, ma sono fermati da Franmalth, un demone imbevuto dell'anima e della magia di Hades. Wendy e Carla fuggono e arrivano a Face, solo per essere attaccati dal demone Ezel. Assorbendo l'energia magica residua intorno a Face, Wendy raggiunge la Dragon Force e sconfigge Ezel, distruggendo Face nel processo. Impossibilitata ad interrompere il conto alla rovescia di Face, però, Carla ne programma l'autodistruzione prima che lei e Wendy siano salvate all'ultimo secondo da Doranbalt. |                        |                   |                        |
| 45 | 17 settembre 2014 | ISBN 978-4-06-395186-8 | 3 febbraio 2016   | ISBN 978-88-6920-678-8 |
| 45 | Capitoli - 379. La saga di Tartaros - 3ª parte: Il Re degli Inferi (冥府の門（タルタロス）編【三章：冥王】?, Tarutarosu-hen (Sanshō: meiō)) - 380. Hell's Core (ヘルズ・コア?, Heruzu Koa) - 381. Il luogo in cui dimorano i demoni (悪魔の住む家?, Akuma no sumu uchi) - 382. Alegria (アレグリア?, Areguria) - 383. Lucy la surfista (波乗りルーシィ?, Naminori Rūshii) - 384. Stelle all'attacco (星々の一撃?, Hoshiboshi no ichigeki) - 385. Re degli Spiriti Stellari VS. Re degli Inferi (星霊王 vs. 冥王?, Seireiō vs. Meiō) - 386. Galaxia Blade (ギャラクシア ブレイド?, Gyarakushia Buredo) |                        |                   |                        |
| 45 | Trama Natsu sconfigge Franmalth e rilascia l'anima di Hades, che rivela che i piani di Tartaros non si sono conclusi e dice a Makarov di rilasciare Lumen Histoire. Mentre combatte Seilah, Mirajane distrugge il laboratorio dei demoni che gli consente di risorgere. Miratane assorbe il potere di Seilah e chiama Elfman per sconfiggerla. Cube viene riconfigurato nel mostro volante Pluto's Grim di Mard Geer, il custode del libro dove E.N.D. è sigillato, assorbendo i maghi nel corpo del mostro e distruggendo Magnolia. Lucy scappa dalla maledizione di Mard Geer e, nella sua lotta contro il risorto Jackal, sacrifica il suo spirito chiave Aquarius per convocare il re degli spiriti celesti che distrugge il Pluto Grim, permettendo a Natsu, Gray, Gajeel e Juvia di salvare Lucy dai demoni rimasti. |                        |                   |                        |
| 46 | 17 novembre 2014 | ISBN 978-4-06-395241-4 | 4 maggio 2016     | ISBN 978-88-6920-900-0 |
| 46 | Capitoli - 387. La saga di Tartaros - 4ª parte: Padre e figlio (冥府の門編 【四章: 父と子】?, Tarutarosu-hen (Shishō: Otosa to musuko) - 388. Elsa VS. Minerva (エルザ vs. ミネルバ?, Eruza vs. Mineruba) - 389. Draghi gemelli VS. Re degli Inferi (の双竜 vs. 冥王?, Souryu vs. Meiō) - 390. La storia di un ragazzo (少年の物語?, Shonen no monogatari) - 391. Gray VS. Silver (グレイ vs. シルバー?, Gurei vs. Shiruba) - 392. Non dimenticare (忘れちゃいけない?, Wasurecha ikenai) - 393. Sentimenti argentati (銀色の想い?, Gin'iro no omoi) - 394. Lluvia VS. Keith (ジュビア vs. キース?, Jubia vs. Kisu) |                        |                   |                        |
| 46 | Trama Wendy scopre che Face è costituito da mille bombe situate lungo Fiore. Elsa duella con Minerva che è stato trasformata in un demone, ma entrambe si fermano dopo aver capito l'inutilità del loro combattimento. Avvertiti da Elsa, Sting e Rogue arrivano e salvano le due da Mard Geer. Nel frattempo, Gray lotta con Silver, che riconosce come suo padre precedentemente ucciso dal demone Deliora. Il Devil Slayer dice che è in realtà Deliora che possiede il cadavere di Silver, ingannando Gray. Dopo averlo gravemente ferito, Gray si rende conto che Silver è veramente suo padre non morto e si rifiuta di ucciderlo., Silver chiede telepaticamente a Juvia di ucciderlo distruggendo Ki-suu, il demone necromante che lo controlla. Juvia risponde a malincuore, impedendogli di utilizzare il corpo di Crawford per detonare Face. Prima di sparire, Silver dà il suo potere a Gray, che promette di distruggere E.N.D. |                        |                   |                        |
| 47 | 16 gennaio 2015 | ISBN 978-4-06-395287-2 | 3 agosto 2016     | ISBN 978-88-226-0193-3 |
| 47 | Capitoli - 395. La saga di Tartaros - 5ª parte: Dolore estremo (冥府の門編 【五章: 究極の痛み】?, Tarutarosu-hen (Goshō: Kyokudo no itami) - 396. Air (空気?, Kūki) - 397. Super acciaio (鋼?, Kō) - 398. Il duello finale (最後の一騎討ち?, Saishū ichi tai ichi) - 399. Le ali della disperazione (絶望の翼?, Zetsubō no tsubasa) - 400. Le ali della speranza (希望の翼?, Kibou no tsubasa) - 401. Igneel VS. Acnologia (イグニール vs. アクノロギア?, Igunīru vs. Akunorogia) - 402. Pugno di Ferro del Drago di Fuoco (火竜の鉄拳?, Karyū no tekken) - 403. Elsa VS. Kyoka (エルザ vs. キョウカ?, Eruza vs. Kyōka) |                        |                   |                        |
| 47 | Trama Il demone Torafuzar inonda l'intera area con acqua tossica per uccidere tutti i maghi del Fairy Tail in una sola volta. Gajeel lotta contro Torafuzar, ma Levy usa la sua magia per tagliare le difese del demone. Gray ritorna e congela Tempester con la sua nuova magia, fornendo un campione di sangue per Porlyusica per fare un antidoto per Laxus e la tribu Raijin. Guidate da Franmalth, Elsa e Minerva raggiungono la sala di controllo di Tartaros per trovare Seilah che usa l'ultimo suo potere per attivare il conto alla rovescia di Face. Mentre Elsa lotta contro Kyôka, Acnologia si prepara a cancellare entrambe le gilde. Improvvisamente, Igneel emerge dal corpo di Natsu per combattere Acnologia, rivelando di essere stato sigillato all'interno di Natsu per tutto il tempo. Igneel dice a Natsu di recuperare il libro di E.N.D. da Mard Geer e Natsu accetta. |                        |                   |                        |
| 48 | 17 marzo 2015 | ISBN 978-4-06-395343-5 | 5 ottobre 2016    | ISBN 978-88-226-0320-3 |
| 48 | Capitoli - 404. 00:00 (零ぷん零秒?, Reifun to reibyou) - 405. La saga di Tartaros - 6ª parte: Magna Charta (冥府の門編 【六章: マグナ·カルタ】?, Tarutarosu-hen (Roshō: Maguna Karuta) - 406. La ragazza dentro il cristallo (水晶の中の少女?, On'nanoko kesshō) - 407. Per distruggere me stesso (我が身を滅ぼす為に?, Subete yō hashi) - 408. Il demone assoluto (绝対悪魔?, Zettai no akuma) - 409. Il legame tra il bianco e il nero (白と黒の楔?, Ketsugō kuro to shiro) - 410. Memento Mori (メメント·モリ?, Memento Mori) - 411. Do ut des (魚心あれば水心?, Watashi o shinrai shi to watashi wa anata o shinrai) - 412. Danzare su Ishgar (イシュガルに舞う?, Ishugaru ni mau) |                        |                   |                        |
| 48 | Trama Kyōka si fonde con il meccanismo di controllo di Face per accelerare la detonazione delle bombe. Anche se Elsa la sconfigge, il processo di detonazione ha inizio. Makarov esita ad usare Lumen Histoire, che si rivela essere il corpo di Mavis conservato in cristallo. Nel frattempo, Natsu combatte Mard Geer con Sting, Rogue e Gray. Mard Geer richiama l'ex master Jiemma di Sabertooth per ucciderli e assume la sua vera forma demoniaca come Mard Geer Tartaros. Sting e Rogue sconfiggono Jiemma mentre Gray e Natsu sconfiggono il demone. Con Face vicino alla detonazione, i draghi Grandeene, Metalicana, Weisslogia e Skiadram appaiono e distruggono tutte le bombe posizionate su Fiore, fermando i piani di Tartaros. |                        |                   |                        |
| 49 | 15 maggio 2015 | ISBN 978-4-06-395406-7 | 1º febbraio 2017  | ISBN 978-88-226-0463-7 |
| 49 | Capitoli - 413. Il libro di E.N.D. (END の 書?, Ī Enu Dī no sho) - 414. Gocce di fiamma (炎の雫?, Honō no shizuku) - 415. La forza di vivere (それが生きる力だ?, Sore ga ikiru chikara da) - 416. La saga di Tartaros - Ultima parte (冥府の門編 【終章】?, Tarutarosu-hen (Epirōgu) - 417. In viaggio da solo II (一人旅II?, Hitoritabi II) - 418. Lo sfidante (挑戦者?, Chōsen-sha) - 419. Un messaggio di fuoco (炎のメッセージ?, Honō no Messēji) - 420. Festa del Ringraziamento a Lamia Scale (蛇姫の鱗（ラミアスケイル)感謝祭?, Ramia Sukeiru kanshasai) |                        |                   |                        |
| 49 | Trama Zeref appare e uccide Mard Geer per il suo fallimento, e poi se ne va con il libro di E.N.D. Natsu corre ad aiutare Igneel, solo per guardare Acnologia uccidere il drago del fuoco. Dopo, gli altri draghi rivelano che hanno perso le loro anime contro Acnologia e si sono sigillati all'interno dei Dragon Slayer per prolungare la propria vita. I draghi salgono verso un piano più elevato di esistenza, mentre Natsu promette di sconfiggere Acnologia e vendicare Igneel. Natsu e Happy partono per addestrarsi n preparazione alla battaglia con Acnologia; poco dopo, Makarov annuncia lo scioglimento della gilda e i membri della gilda partono per strade sperate. Un anno dopo, Natsu e Happy si riuniscono con Lucy ai grandi giochi di magia. Dopo aver reicontrato Lucy viene a sapere dall'amica dello scioglimento di Fairy Tail e decide di partire insieme a lei per cercare i loro compagni allo scopo di ricrearla. Giunti da Lamia Scale trovano Wendy, che si è unita alla gilda. |                        |                   |                        |
| 50 | 17 luglio 2015 | ISBN 978-4-06-395435-7 | 1º giugno 2017    | ISBN 978-88-226-0540-5 |
| 50 | Capitoli - 421. Wendy e Sheria (ウェンデシェリア?, Uendi to Sheria) - 422. Orochi's Fin (蛇 鬼 の 鰭?, Orochi no Fin) - 423. Perché ti ama (愛してるから?, Aishiteru kara) - 424. Avatar (黒魔術教団（アヴァタール)?, Avatāru) - 425. Sabertooth x792 (剣咬の虎（セイバートゥース)?, X792 Seibā Tūsu nana-hyaku kyūjū-ni) - 426. Cuore nero (黒い心?, Kuroi kokoro) - 427. Violenta battaglia nei sotterranei (地下の激闘?, Chika no gekitō) - 428. Quando le strade divergono (道が違うなら?, Michi ga chigaunara) - 429. Codice blu (コードブルー?, Kōdo Burū) |                        |                   |                        |
| 50 | Trama La città viene attaccata dalla gilda Orochi's Fin, il cui Master è l'ex membro di Grimoire Heart Bluenote, che viene sconfitto da Natsu. Dopo aver recuperato Wendy, il gruppo si dirige Rainfall Town, dove incontrano una disperata Lluvia, che racconta che nel corso dell'ultimo anno ha vissuto in quel villaggio insieme a Gray ma a causa di un cambiamento caratteriale di quest'ultimo avvenuto circa sei mesi prima essi non stanno più insieme in quanto Gray è partito e non ha fatto più ritorno. Determinato a ritrovare l'amico, Natsu lascia Wendy ad accudire Lluvia e si reca assieme a Lucy ed Happy a Sabertooth. Giunti alla gilda Natsu, ricordando un discorso che fece l'anno prima con il Rogue del futuro il quale gli disse che ad un anno a partire da quel giorno Frosch verrà ucciso da Gray. Il dragon slayer impedisce a Minerva, Rogue e Frosch di andare a svolgere un lavoro chiamato "Avatar", facendosi promettere che essi non avrebbero per nessun motivo lasciato la città. Natsu, Lucy e Happy raggiungono il quartier generale di Avatar presso la foresta Mikage. All'interno della chiesa, tuttavia, Natsu si fa scoprire e viene attaccato da tre membri della gilda oscura che vengono sconfitti senza nessuno sforzo. |                        |                   |                        |
| 51 | 17 settembre 2015 | ISBN 978-4-06-395489-0 | 6 settembre 2017  | ISBN 978-88-226-0680-8 |
| 51 | Capitoli - 430. Il piano di purificazione (浄化作戦?, Jōka sakusen) - 431. La mia spada, invece... (我が剣は…?, Waga ken wa...) - 432. Briar innamorata (恋するブライヤ?, Koisuru Buraiya) - 433. Ikusa-tsunagi (イクサツナギ?, Ikusatsunagi) - 434. Pugno distruttivo (崩拳?, Hōken) - 435. Grido di trionfo (勝鬨?, Kachidoki) - 436. Ricordi (回想録?, Kaisōroku) - 437. Magnolia (マグノリア?, Magunoria) - 438. Il master di settima generazione (七代目ギルドマスター?, Nanadaime Girudo Masutā) |                        |                   |                        |
| 51 | Trama Gray, riesce a fermare Natsu che viene imprigionato insieme a Lucy ed Happy. Vengono lasciati in balia di Goumon che si rivela un esperto di torture. Quando questi è in procinto di torturare Lucy arriva Gray che sconfigge facilmente Goumon e libera i compagni, rivelando che in realtà è un infiltrato e che sta svolgendo una missione con Elsa (e anche Gerard) allo scopo di smantellare le gilde oscure. Insieme ai suoi compagni raggiunge la gilda Avatar e insieme iniziano a combattere. Con facilità sconfigge Arlock, ma questi evoca il dio Ikusatsunagi. Natsu sale in testa al demone (in realtà il Dio della guerra dei 18 Dei guerrieri Yakuma) e con un pugno potentissimo disintegra il dio. Sconfitta Avatar torna a Magnolia insieme ai ragazzi dove ritrovano i vecchi compagni di gilda e cominciano a ricostruire la gilda. |                        |                   |                        |
| 52 | 17 novembre 2015 | ISBN 978-4-06-395538-5 | 3 ottobre 2017    | ISBN 978-88-226-0723-2 |
| 52 | Capitoli - 439. L'impero Alvarez (アルバレス帝国?, Arubaresu teikoku) - 440. God Serena (ゴッドセレナ?, Goddo Serena) - 441. L'isola di Caracol (カラコール島?, Karakōru-tō) - 442. Le regole dello spazio (空間の掟?, Kūkan no okite) - 443. E il suolo sparì (そして大地が消え去った?, Soshite daichi ga kiesatta) - 444. L'imperatore Spriggan (皇帝スプリガン?, Kōtei Supurigan) - 445. Fate grottesche (醜い妖精?, Minikui yōsei) - 446. Una terra abbandonata dagli dei (神に見捨てられた地?, Kami ni Misuterareta Chi) |                        |                   |                        |
| 52 | Trama Natsu, Gray, Lucy e Wendy seguono Elsa e Mest Gryder nei sotterranei della gilda dove scoprono l'esistenza di Lumen Historie. Mest mostra loro i suoi ricordi del piano ideato da Makarov e da lui. Successivamente decidono di recarsi nell'Impero Alvarez, una potentissima nazione militare, a salvare Makarov. Giungono sull'isola di Caracol dove vengono scoperti. Quando Elsa e Lucy vengono rapite da Marin Hollow, un soldato di Alvarez, Natsu e Gray iniziano a combattere contro di lui tuttavia lo scontro viene interrotto dall'arrivo di Brandish, membro degli Spriggan Twelve, i maghi più potenti di Alvarez. Ella ordina a Marin di liberare Elsa e Lucy e rimpicciolisce l'isola con la sua magia. Con la magia di Mest si teletrasportano nel sottomarino del suo alleato, che si rivela essere Sorano Aguria di Crime Sorcière, che li conduce ad Alvarez. Dopo aver salvato Makarov dall'imperatore di Alvarez, ovvero Zeref, vengono attaccati da Ajeel Lamur, altro membro degli Spriggan Twelve. |                        |                   |                        |
| 53 | 15 gennaio 2016 | ISBN 978-4-06-395577-4 | 3 gennaio 2018    | ISBN 978-88-226-0816-1 |
| 53 | Capitoli - 447. Battaglia per la fuga (脱出戦?, Dasshutsusen) - 448. Fight the power! (パワーファイト?, Pawā Faito) - 449. Mavis e Zeref (メイビスとゼレフ?, Meibisu to Zerefu) - 450. L'unica persona al mondo (世界で ただ一人?, Sekai de, tada hitori) - 451. Fairy Heart (妖精の心臓?, Fearī Hāto) - 452. Preludio allo scontro finale (最終決戦の序曲?, Saishū kessen no jokyoku) - 453. Il dovere di un padre (親のつとめ?, Oya no tsutome) - 454. La squadra dei draghi volanti e la squadra dei falchi pescatori (飛竜隊とミサゴ隊?, Hiryū-tai to misago-tai) - 455. Battaglia per la difesa di Magnolia (マグノリア防衛戦?, Magunoria bōeisen) |                        |                   |                        |
| 53 | Trama Il gruppo di Natsu viene salvato da Laxus, giunto li con l'aeronave Cristina di Blue Pegasus. Subito dopo tornano a Fairy Tail e li si preparano per la guerra contro l'impero di Alvarez. Makarov e Mavis spiegano alla gilda che il bersaglio di Zeref, Lumen Histoire, è una sorgente di energia magica infinita conosciuta come Fairy Heart. In un flashback, una giovane Mavis incontra Zeref e viene maledetta con la stessa immortalità e poteri di furto di vita del mago nero. I due si innamorano, ma Zeref invia Mavis in uno stato tra la vita e la morte, perché la sua maledizione uccide quelli che ama, ma non può uccidere un immortale. Lo stato di Mavis produce Fairy Heart, che Zeref intende usare contro Acnologia. Tornando al presente, Fairy Tail si prepara per l'assalto di Alvarez. I maghi riescono a trattenere il primo attacco dell'impero guidato da Ajeel, ma scoprono le forze nemiche si stanno avvicinando in tutte le direzioni. |                        |                   |                        |
| 54 | 17 marzo 2016 | ISBN 978-4-06-395626-9 | 28 marzo 2018     | ISBN 978-88-226-0971-7 |
| 54 | Capitoli - 456. Ordini (命令?, Meirei) - 457. Battle of naked (バトルオブ裸?, Batoru obu nekeddo) - 458. Stella del mattino (明星?, Myōjō) - 459. Weakness (弱点特攻兵?, Wīkunesu) - 460. Un cavallo alato sceso dal cielo (舞い降りた天馬?, Maiori ta tenma) - 461. Per chi è quel parfum? (その香りパルファムは誰がために?, Sono Parufamu wa ta ga tame ni) - 462. Battlefield (バトルフィールド?, Batorufīrudo) - 463. Tappeto nero (黒い絨毯?, Kuroi Jūtan) - 464. Natsu VS. Zeref (ナツ vs. ゼレフ?, Natsu vs. Zerefu) |                        |                   |                        |
| 54 | Trama Elsa sconfigge Ajeel dopo aver superato la magia della tempesta di sabbia. Lucy incontra nella sua casa Brandish, che cerca di ucciderla ma viene catturata per via della sua allergia al polline. Nel frattempo, la barriera difensiva della gilda viene violata dal membro degli Spriggan 12 Wall Ehdoll, mago meccanico in grado di analizzare le debolezze del nemico. La tribù Raijin sconfigge Wall con l'aiuto di Ichiya, solo per scoprire che il loro avversario è un burattino controllato da lontano dal vero Wall, che spara alla gilda da lontano. Ichiya blocca l'attacco di Wall con la sua nave e trasmette un messaggio chiamando le altre gilde di Fiore per aiutare Fairy Tail. Natsu si lancia in un attacco solista su Zeref, usando le ultime vestigia del potere di Igneel su se stesso per combatterlo. |                        |                   |                        |
| 55 | 17 maggio 2016 | ISBN 978-4-06395675-7  | 1º giugno 2018    | ISBN 978-88-226-1022-5 |
| 55 | Capitoli - 465. Quattrocento anni (400年?, Yonhyaku-nen) - 466. Assassino (暗殺者?, Ansatsusha) - 467. La chiave di mia madre (母の鍵?, Haha no kagi) - 468. La memoria delle stelle (星の記憶?, Hoshi no kioku) - 469. Ciò che voglio fare (あたしのしたい事?, Atashi no shitai koto) - 470. Hybrid Theory (ハイブリッド理論?, Haiburiddo seori) - 471. Finché la battaglia non sarà finita (戦いが終わるまでは?, Tatakai ga owaru made wa) - 472. Luxus VS. Wall (ラクサス vs. ール?, Rakusasu vs. Waru) - 473. Il fulmine rosso (赤き雷?, Akaki kaminari) |                        |                   |                        |
| 55 | Trama Zeref inizia a raccontare la vera storia delle origini di Natsu, che altro non è che il fratello minore dello stesso Zeref, reincarnato sotto forma di demone, E.N.D. (Eterias Natsu Dragonil). Inizia dunque a raccontare la storia di come i Dragon Slayer fossero stati allevati 400 anni prima dai draghi per poi essere spediti nel futuro in modo da poter sconfiggere Acnologia. Infine aggiunge che il destino di Natsu e quello di Zeref sono strettamente collegati, e se per caso il mago oscuro dovesse morire, la stessa sorte toccherebbe al fratellino. Nonostante ciò Natsu si getta all'attacco deciso a mettere la parola fine alla vita del mago, ma Happy non gli permette di attaccare e lo porta via. Brandish rivela a Lucy che sua madre era una serva di Layla e che gli aveva donato la chiave di Acquarius. Brandish rivela che Layla ha ucciso sua madre e subito dopo aggredisce Lucy ma viene quest'ultima viene salvata da Acquarius che compare all'improvviso. Lo spirito stellare rivela la verità sulla morte della madre di Brandish e del piano attuato da Zeref 400 anni prima tra lui ed un'antenata di Lucy: Anna Heartphilia. Dopo che Brandish salva Natsu da un tumore, Lucy gli dice che loro possono essere amiche. God Serena avanza verso Fairy Tail, dopo aver sconfitto i Dieci Maghi Sacri, solo per essere ucciso da Acnologia, che intende uccidere i Dragon Slayer. A Hargeon, Elsa guida un gruppo di maghi per assistere Lamia Scala e Mermaid Heel per difendere la città dalle forze di Alvarez, mentre Laxus distrugge Wall. |                        |                   |                        |
| 56 | 15 luglio 2016 | ISBN 978-4-06395675-7  | 4 luglio 2018     | ISBN 978-88-226-1047-8 |
| 56 | Capitoli - 474. Nel tempo silente (静かなる時の中で?, Shizuka naru toki no naka de) - 475. Dimaria Chronos Yesta (ディマリア・クロノス・イエスタ?, Dimaria Kuronosu Iesuta) - 476. Addio, piccola maga (魔法少女にさよならを?, Mahō shōjo ni sayonara o) - 477. Transport (トランスポート?, Toransupōto) - 478. Stealth (ステルス?, Suterusu) - 479. La più vulnerabile (一番敬うべきは?, Ichiban uyamau beki wa) - 480. Lapidi a nord (北の墓標?, Kita no bohyō) - 481. Historia dei cadaveri (屍のヒストリア?, Shikabane no Hisutoria) - 482. Una fortissima risoluzione (気魄?, Kihaku) |                        |                   |                        |
| 56 | Trama Wendy supporta Shelia nello scontro con Dimaria Yesta, membro degli Spriggan Twelve. Il nemico utilizza la sua magia per bloccare il tempo ed è sul punto di uccidere le due maghe ma vengono salvate da Ultear che con la sua magia ha creato una proiezione di se stessa permettendo a Wendy e Shelia di muoversi. Successivamente Dimaria si trasforma nella Dea del Tempo Chronos sconfiggendo Wendy, tuttavia Ultear libera a Shelia la Third Origin permettendo alla maga di sconfiggere Dimaria e a far di nuovo scorrere il tempo. Successivamente alla gilda giunge Jacob Lessio, altro membro degli spriggan, che fa sparire tutti i membri di Fairy Tail ma Lucy, Happy e Natsu si salvano grazie ad Horologium. Lucy e Natsu cominciano a combattere contro Jacob ma vengono messi in difficoltà da quest'ultimo. Lucy grazie all'aiuto di Gemini, libera i suoi compagni e assiste alla sconfitta di Jacob per mano di Natsu. Altrove Elsa, Kagura e Gerard incontrano lo spriggan Neinhart, capace di riportare in vita i morti estrapolandoli dai ricordi altrui. Anche gli altri membri di Fairy Tail e i rispettivi alleati si ritrovano ad affrontare i defunti evocati da Neinhart. |                        |                   |                        |
| 57 | 16 settembre 2016 | ISBN 978-4-06-395761-7 | 5 settembre 2018  | ISBN 978-88-226-1153-6 |
| 57 | Capitoli - 483. Sette stelle (七つの星?, Nanatsu no hoshi) - 484. Sei mostri (バケモノ6人?, Bakemono roku-nin) - 485. Cinque giorni di digiuno (五日ぶりの飯?, Itsuka buri no meshi) - 486. Il quarto ospite (4人目の客?, Yonin-me no kyaku) - 487. Il terzo sigillo (第三の印?, Dai-san no in) - 488. Per sempre in due (ずっと二人で?, Zutto futari de) - 489. Universe One (ユニバースワン?, Yunibāsu Wan) - 490. Fairy Tail Zerø (フェアリーテイル ZERØ?, Fearī Teiru Zero) - 491. Madre e figli (母と子?, Haha to ko) |                        |                   |                        |
| 57 | Trama Gerard e il resto degli alleati di Fairy Tail sconfiggono Neinhart e le sue creazioni, liberando Hargeon. A nord, Gajeel conduce una squadra per assistere Sabertooth e Blue Pegasus, che sono stati sconfitti da Bloodman, uno degli Spriggan 12. Gajeel e Levy combattono Bloodman, che utilizza le stesse maledizioni dei demoni di Tartaros e lo sconfiggono. Mortalmente ferito, Bloodman trascina Gajeel con sé nell'aldilà. Brandish porta Natsu, Lucy e Happy a negoziare una resa con August, un mago considerato come l'uomo più potente degli Spriggan 12. Mest li segue, e, diffidente di Brandish, la manipola per spingerla ad uccidere August. Questi quasi annienta il gruppo mostrando un immenso potere magico, ma Natsu li aiuta a sopravvivere. Nel frattempo, Acnologia lotta contro Irene Belserion, la più forte donna tra gli Spriggan. Impossibilitato a sconfiggerlo, Irene lancia l'incantesimo proibito Universe One, che rimodella la geografia del paese e manda tutti in luoghi casuali, compreso Acnologia. L'incantesimo, inoltre, salva inavvertitamente Gajeel, che incontra una proiezione di Zera, amica d'infanzia di Mavis, dopo che Cana rilascia Mavis dalla sua stasi. Zera si mette in contatto telepatico con i membri della Fairy Tail e li dirige alla loro gilda, dove Mavis ha un faccia a faccia con Zeref. |                        |                   |                        |
| 58 | 17 novembre 2016 | ISBN 978-4-06395804-1  | 3 ottobre 2018    | ISBN 978-88-226-1089-8 |
| 58 | Capitoli (traduzioni letterali dei titoli) - 492. Sorella maggiore e sorella minore (姉と妹?, Ane to imōto) - 493. Dragonil bianco (白きドラグニル?, Shiroki Doraguniru) - 494. La collina che porta al domani (明日へ続く丘?, Ashita e tsuzuku oka) - 495. Fame (腹減ってんだ?, Harahettenda) - 496. Avanti! (進め!!!!?, Susume!!!!) - 497. Il mago d'inverno (冬の魔導士?, Fuyu no madōshi) - 498. Gray VS. Invel (インベル vs. グレイ?, Gurei vs. Inberu) - 499. Gray e Lluvia (グレイとジュビア?, Gurei to Jubia) - 500. Fuoco e ghiaccio (炎と氷?, Honō to kōri) |                        |                   |                        |
| 58 | Trama Zeref ordina alle sue forze rimanenti di riunirsi sulla cima della collina dove si trova Fairy Tail. I membri dil Fairy Tail avanzano attraverso l'esercito di Alvarez, assistiti dal ritorno di Gildarts, che sconfigge una replica di God Serena evocata da Neinhart. Brandish porta Natsu, Lucy e Happy lontano dalla battaglia, intenzionata a tenerli fuori dalla guerra. Natsu, tuttavia, dimostra la sua convinzione sconfiggendo un Neinhart potenziato. Nel frattempo, Gray lotta contro lo spriggan Invel Yura, che cerca di utilizzarlo per rimuovere Natsu come ostacolo ai piani di Zeref. Con un incantesimo spinge lui e Julia ad uccidersi a vicenda, per far sì che Gray soccomba al suo lato demoniaco. Invece, Juvia si impala e trasferisce il suo sangue a Gray quando egli fa lo stesso. Pieno di rabbia, Gray sconfigge Invel, ignaro di come Wendy e Carla arrivino in tempo per far tornare Juvia alla salute. Tuttavia, Invel riesce a rivelare a Gray che Natsu è in realtà E.N.D. |                        |                   |                        |
| 59 | 16 dicembre 2016 | ISBN 978-4-06-395831-7 | 4 dicembre 2018   | ISBN 978-88-226-1128-4 |
| 59 | Capitoli (traduzioni letterali dei titoli) - 501. Mary e Randy (マリーとランディ?, Marī to Randi) - 502. Mavis e Zera (メイビスとゼーラ?, Meibisu to Zēra) - 503. L'ultimo scenario (最後に見た光景?, Saigo no mita kōkei) - 504. Incrinature (亀裂?, Kiretsu) - 505. L'asso nella manica (切り札?, Kirifuda) - 506. Legami spezzati (壊れた絆を?, Kowareta Kizuna o) - 507. Voce (声?, Koe) - 508. Piacere e dolore (快楽と苦痛?, Kairaku to kutsū) - 509. Kagura VS. Larcade (カグラ vs. ラーケイド?, Kagura vs. Rākeido) |                        |                   |                        |
| 59 | Trama Brandish riporta il tumore di Natsu alla sua dimensione originale e combatte contro Lucy nel tentativo di mantenere la sua fedeltà a Alvarez. Dimaria, considerandola una traditrice, la ferisce e rapisce Natsu e Lucy. Mentre Dimaria minaccia di torturare Lucy, il tumore di Natsu innesca i suoi istinti demoniaci, lasciando Dimaria traumatizzata. Gray, accecato dalla vendetta verso E.N.D., ingaggia con Natsu un duello fino alla morte. Nel frattempo, la sconfitta di Invel permette a Mavis di fuggire alla gilda inosservata. Irene amplifica la forza dei suoi soldati per decimare Fairy Tail, costringendo Makarov ad eliminarli usando Fairy Law con la poca forza vitale che gli è rimasta. Elsa, triste per la morte di Makarov, raggiunge Natsu e Gray e riesce a fermare il loro combattimento. Mentre Irene combatte Elsa e Wendy, Fairy Tail e i suoi alleati vengono attaccati da Larcade Dragonil, uno degli Spriggan 12 che si proclama figlio di Zeref, e che sconfigge Kagura con poco sforzo. |                        |                   |                        |
| 60 | 17 marzo 2017 | ISBN 978-4-06-395897-3 | 4 gennaio 2019    | ISBN 978-88-226-1129-1 |
| 60 | Capitoli (traduzioni letterali dei titoli) - 510. L'anima di Natsu (ナツノココロ?, Natsu no kokoro) - 511. L'inferno della fame (空腹地獄?, Kūfuku jigoku) - 512. Sting, del Drago Bianco dell'Ombra (白影竜のスティング?, Hakueiryū no Sutingu) - 513. A forma di fiore (花マル?, Hanamaru) - 514. Semi di drago (竜の種?, Ryū no tane) - 515. I am you... you are me. (私はあなただ...あなたは私です?, Watashi wa anatada...Anata wa watashidesu) - 516. La verità sull'Enchant (付加 エンチャントの真理?, Enchanto no shinri) - 517. Wendy Belserion (ウェンディ・ベルセリオン?, Wendi Beruserion) - 518. Master Enchant (極限付加術?, Masutā Enchanto) |                        |                   |                        |
| 60 | Trama Sting arriva a combattere Larcade e lo sconfigge con l'aiuto di Rogue e Kagura. Elsa e Wendy combattono Irene, che si rivela come madre di Elsa e loro la sua storia. In un flashback di 400 anni prima, Irene regnava in un paese dove umani e draghi coesistevano in armonia. Quando scoppia una guerra tra il suo regno e i draghi che divorano gli esseri umani, utilizza i suoi poteri di incanto per sviluppare la magia dei Dragon Slayer, che porta quasi all'estinzione della razza dei draghi. Più tardi, il suo uso di questa magia gradualmente la trasforma in un drago mentre è incinta di Elsa. Fuggendo nel deserto, Irene non è in grado di partorire per secoli fino a quando non incontra Zeref, che le dà una forma umana fasulla. Tuttavia, non riesce ad adattarsi al suo nuovo corpo e impazzisce, tentando di incantare se stessa nel corpo del nascituro. Nel presente, Irene riesce momentaneamente a prendere possesso del corpo di Wendy, ma Wendy a sua volta utilizza il suo corpo per annullare l'incanto. Furiosa, Irene assume la sua forma di drago e evoca una meteora per uccidere Elsa. |                        |                   |                        |
| 61 | 17 maggio 2017 | ISBN 978-4-06-395945-1 | 1º marzo 2019     | ISBN 978-88-226-1289-2 |
| 61 | Capitoli (traduzioni letterali dei titoli) - 519. Mostrami il tuo sorriso (笑顔を見せて?, Egao o misete) - 520. Drago o demone (竜か悪魔か?, Ryū ka akuma ka) - 521. Il più potente dei maghi (最強の魔道士?, Saikyō no madōshi) - 522. L'asso nella manica di Gray (グレイの切り札?, Gurei no kirifuda) - 523. Il destino è in fiamme? (運命は燃えているか?, Unmei wa moeteiru ka) - 524. Futuro nero (黒い未来?, Kuroi mirai) - 525. Perché il figlio di sua maestà non è stato amato? (なぜ陛下の子は愛されなかったのか?, Naze heika no ko wa aisarenakatta no ka) - 526. Il mio nome è... (ぼくのなまえは…?, Boku no namae wa...) - 527. Sentimenti (情?, Jō) |                        |                   |                        |
| 61 | Trama Nonostante le sue ferite, Elsa riesce a distruggere la meteora di Irene. Irene esita a uccidere Elsa e colpita dal dolore, si impala con la spada di Elsa. Nel frattempo, Natsu viene a sapere da un incontro metafisico con Igneel che due semi magici, uno demoniaco e uno di drago, hanno messo in pericolo la sua vita. Invitato a scegliere un seme da distruggere, Natsu invece asserisce la sua identità come umano e distrugge entrambi i semi. Natsu si risveglia poco prima che l'incantesimo di Irene scompaia, ripristinando la geografia del paese. Natsu e Lucy ritornano alla gilda, dove Gray tenta di bloccare Zeref usando una versione avanzata di Ice Shell, ma viene fermato da Natsu, che ingaggia nuovamente uno scontro con Zeref. Larcade interviene per aiutare Zeref, ma questi gli rivela che in realtà è un demone di sua creazione e lo uccide. August rivela di essere il vero figlio di Zeref e Mavis mentre combatte con Gildarts, e si prepara a annientare i suoi avversari con un incantesimo suicida, ma smette l'attacco quando vede Mavis e muore disintegrandosi. Mavis poi consegna il libro di E.N.D. a Lucy e Gray, rivelando di avere piano per sconfiggere Zeref. |                        |                   |                        |
| 62 | 15 settembre 2017 | ISBN 978-4-06-510034-9 | 3 aprile 2019     | ISBN 978-88-226-1323-3 |
| 62 | Capitoli (traduzioni letterali dei titoli) - 528. Il drago demoniaco (魔竜?, Maryū) - 529. Maestra (先生?, Sensei) - 530. Neo eclissi (ネオ・エクリプス?, Neo Ekuripusu) - 531. Cavallo alato VS. Drago Nero (天馬 vs. 黒竜?, Tenma vs. Kokuryū) - 532. Dell'amore non resta traccia (愛はもう見えない?, Ai wa mō mienai) - 533. Zeref il mago bianco (白魔道士ゼレフ?, Shiro madōshi Zerefu) - 534. Le porte del giuramento (誓いの扉?, Chikai no tobira) - 535. Il potere più forte (最強の力?, Saikyo no chikara) - 536. Le fiamme del Drago Furioso (荒ぶる竜の炎?, Araburu ryū no honō) |                        |                   |                        |
| 62 | Trama Dopo essere ritornato sul campo di battaglia, Acnologia riprende la sua caccia ai Dragon Slayer e dimostra la sua capacità di divorare qualsiasi magia. Wendy, Elsa e Gerard vengono salvati da Blue Pegasus e Anna Heartphilia, l'antenata di Lucy e l'insegnante d'infanzia dei Dragon Slayer. Anna gli illustra il piano di imprigionare Acnologia all'interno di uno spazio temporale, creato a seguito dell'utilizzo di Eclipse per trasportare se stessa e i Dragon Slayer. Tuttavia, scoprono che lo spazio è stato chiuso da Zeref, che intende combinare il proprio potere con il Fairy Heart per aprire Neo Eclipse, un portale per una nuova linea temporale in cui intende fermare l'ascesa del drago, distruggendo nel processo l'attuale linea temporale. Zeref assorbe il Fairy Heart e uccide Natsu. Altrove, Lucy, Gray e Happy modificano il libro di E.N.D. per rendere umano Natsu, assicurando così che la sua sopravvivenza sia la sua indipendenza da Zeref. Tornato in forze, Natsu sconfigge Zeref. Con lo spazio riaperto durante la battaglia di Natsu, Ichiya e Anna si sacrificano trascinando Acnologia nel varco. |                        |                   |                        |
| 63 | 17 novembre 2017 | ISBN 978-4-06-510390-6 | 1º maggio 2019    | ISBN 978-88-226-1402-5 |
| 63 | Capitoli (traduzioni letterali dei titoli) - 537. La forza della vita (生命の力?, Seimei no chikara) - 538. Quando si spengono le fiamme (炎が消滅している場合?, Honō ga shōmetsu shite iru baai) - 539. La distruzione del mondo (世界の崩壊?, Sekai no hōkai) - 540. Armonia (バランス?, Baransu) - 541. La magia della speranza (希望の魔法?, Kibō no mahō) - 542. Istinto (本能?, Hon'nō) - 543. Anime collegate (接続心?, Setsuzoku kokoro) - 544. You're the king (あなたは王です?, Anata wa ōdesu) - 545. Compagni insostituibili (かけがえのない友達?, Kakegae no nai tomodachi) |                        |                   |                        |
| 63 | Trama Anche se Zeref viene sconfitto da Natsu non è ancora morto e Mavis si avvicina a lui e gli rivela che lo ama e lo odia allo stesso tempo, a causa della Maledizione della Contraddizione. Mavis e Zeref si dichiarano entrambi amore reciproco e scompaiono morendo a causa della maledizione. L'energia rilasciata da Mavis causa inoltre il ritorno in vita di Makarov. Nel frattempo, Acnologia consuma la magia temporale per scappare, rilasciando anche Ichiya e Anna. Mentre il corpo del drago inizia a distruggere la terra, Natsu e gli altri Dragon Slayer vengono trasportati nello spazio temporale dallo spirito di Acnologia. Lucy decide di sigillare il corpo di Acnologia all'interno di Fairy Sphere, attirandolo verso un porto dove si prepara a lanciare l'incantesimo. Sostenuta dalla magia di ogni mago del continente attraverso il collegamento sensoriale di Meredy, Lucy immobilizza con successo il corpo e lo spirito di Acnologia, permettendo a Natsu di infliggere un colpo fatale usando la forza combinata dei Dragon Slayer. Con la morte di Acnologia, i Dragon Slayer vengono liberati dallo spazio temporale. Un anno dopo, Lucy è diventata una scrittrice famosa vincendo un ricco premio e tutta la gilda festeggia, in una cerimonia dove si vedono due giovani molto simili a Zeref e Mavis. Successivamente Natsu va a casa di Lucy dicendogli che ha ottenuto il permesso da Makarov per l'incarico mai concluso in cento anni. Natsu, Lucy, Elsa, Wendy, Gray, Happy e Charle partono alla volta della missione per nuove avventure.   |                        |                   |                        |